# Metro v Madridu

Schéma madridského metra

Metro v Madridu (španělsky Metro de Madrid) je systém podzemní dráhy pod hlavním městem Španělska Madridem. Vzhledem k celkové délce 294 km se jedná o třetí největší systém svého druhu v Evropě (po Londýně a Moskvě), na světě je devátý nejrozsáhlejší. Systém se, co do počtu stanic (302), dělí v Evropě o první příčku s Paříží, celosvětově náleží Madridu 5.–6. místo. Zhruba 92 % celé sítě je podzemní. V roce 2018 využilo madridského metra 657 milionů cestujících.
Současný systém má 13 linek klasického metra (z toho jedna linka je pouhou větví o dvou stanicích) a 3 linky lehkého metra. Síť typologicky patří k těm cirkulárně-radiálním, i když má jisté zvláštnosti (okružní linka na samé periferii).
Síť madridského metra je provozována na nestandardním rozchodu koleje 1445 mm, funguje zde také levostranný provoz. Lehké metro je již však provozováno na standardním rozchodu 1435 mm a s pravostranným provozem. První úsek madridského metra byl otevřen v roce 1919, největší rozrůstání sítě zažil Madrid na přelomu tisíciletí.
Metro se rozkládá nejen na území samotného hlavního města, ale i v jeho aglomeraci – konkrétně ve městech Alcorcón, Fuenlabrada, Getafe, Leganés, Móstoles na jihu; ve městech Pozuelo de Alarcón a Boadilla del Monte na západě; ve městech Alcobendas a San Sebastián de los Reyes na severu a ve městech Arganda del Rey, Coslada, Rivas-Vaciamadrid a San Fernando de Henares na východě. Metro tak spolu s příměstskou železnicí Cercanías tvoří páteř dopravního systému spravovaného CRTM (Consorcio Regional de Transportes de Madrid), který pokrývá celé Madridské společenství. Síť je doplněna městskými a příměstskými autobusovými linkami.

## Historie

### Doprava vMadridu v19. století
Jedním z prvních pokusů o uspořádání veřejné dopravy v Madridu bylo vytvoření omnibusové přepravy v roce 1856. Tento pokus však nebyl příliš úspěšný. Přeprava neměla stanovené pravidelné linky ani intervaly, jednalo se spíše o příležitostné spoje např. v období býčích zápasů. Využívány byly vozy konstrukce Ripert. Dopravu zajišťovala společnost Compañía de Ómnibus Villa de Madrid, která měla v roce 1883 24 registrovaných vozů, celkem však jezdila 40 vozidly, které byly často přeplněné a překračovaly stanovené limity maximální obsazenosti. V Madridu byly provozovány tři pravidelné linky, kterých využilo 7 milionů cestujících ročně. Omnibusové linky spojovaly především centrum se železničními stanicemi.
Na sklonku roku 1870 se započalo s výstavbou první tramvajové tratě. Ta byla otevřena v roce 1871 jako koňka a spojovala čtvrtě Sol a Salamanca po ulicích Alcalá a Serrano. Koncesionářem se stal José Trigo, který se proslavil i jako průkopník tramvajové dopravy v kubánské Havaně. V roce 1876 došlo k výstavbě dalších linek, rozvoj však zbrzdilo nařízení městských radních z 27. března 1877, které zakazovalo použití parního pohonu u tramvají, takže si tramvaje musely i nadále vystačit s koňským pohonem. I tak ale tramvaje postupně omnibusy z madridských ulic vytlačily. Až v roce 1898 byl zahájen přechod z animální trakce na trakci elektrickou, který byl dokončen v roce 1901. Spolu s růstem počtu obyvatel hlavního města (v roce 1857 měl Madrid 280 tisíc, v roce 1877 téměř 400 tisíc a v roce 1900 prakticky půl milionu) a zahušťováním tramvajové sítě (například na náměstí Puerta del Sol se křížilo ve stísněných podmínkách 7 tramvajových linek) začala vzrůstat potřeba kapacitní městské přepravy – přirozeně se začalo uvažovat o podzemní železniční dráze.

### První návrhy a koncepce
Prvním uveřejněným návrhem na výstavbu madridské podzemní dráhy vůbec byl plán inženýra Pedro García Ferii, který počítal s pěti linkami spojujícími důležité body ve městě. Linka 1 měla vycházet od stanice Delicias přes stanici Mediodía (dnes Atocha) na náměstí Puerta del Sol a na stanici Norte (dnešní stanice Príncipe Pío). Linka 2 měla začínat poblíž mostu Puente de Segovia a pokračovat přes Puerta del Sol, Retiro k býčí aréně ve Ventas. Začátek trasy linky 3 byl plánován u Puerta de Toledo a dále měla pokračovat přes Puerta del Sol k hippodromu na Paseo de la Castellana. Čtvrtá linka měla spojit stanici Mediodía přes Retiro se čtvrtí v okolí královského paláce s odbočnými větvemi do čtvrtí Salamanca a Argüelles. García Feria počítal s výstavbou kaskády na tocích v okolí Madridu (zejména řeky Manzanares, Jarama a Tajo) tak, aby zajistil dodávky elektrické energie do sítě metra k napájení nejen vozů, ale i dalších obslužných zařízení. Počítalo se s rozdělením vozů do tří tříd, plánovaný tarif počítal kromě jízdenek pro osoby také s poplatkem za převoz dobytka, zboží a vozů. Do každého vozu se mělo vejít 50 cestujících a interval měl činit 6 minut. I když projekt získal potřebnou koncesi, vlivem nepříznivé politické a hospodářské situace nebyl realizován a upadl v zapomnění.
Dalším návrhem, který byl představen v roce 1898, byl plán Manuela Becerry a Artura Sorii. Ti na rozdíl od García Ferii plánovali s výstavbou podzemní železnice s parními lokomotivami a iberským rozchodem 1 672 mm. Navrhovali jedinou trasu mezi Ventas a již zmiňovaným náměstím Puerta del Sol. Plán také rozděloval vozy do tří tříd, počítalo se opět s dopravou zboží a dobytka. Tento projekt také ztroskotal a nebyl nikdy realizován.

### Realizovaný návrh – Mendoza, Echarta, Otamendi

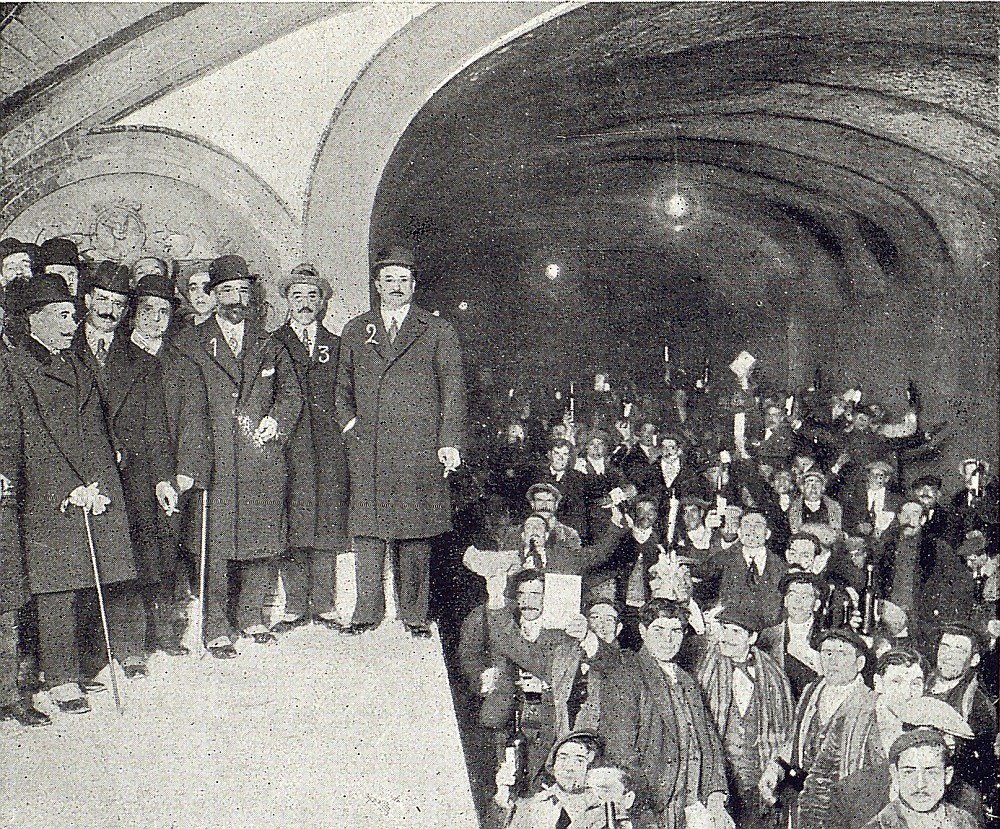
Inspekce stavebních prací v lednu 1919

Realizován byl nakonec návrh, který představili inženýři Carlos Mendoza, Antonio Gonzáles Echarta a Miguel Otamendi v roce 1914. V návrhu se objevily čtyři linky: první spojovala Cuatro Caminos a Progreso přes Puerta del Sol, druhá ulici Marqués de Urquijo (Argüelles) s ulicí Goya přes Sol. Třetí měla vést z Diego de León do ulice Alcalá. Poslední měla spojit Argüelles s ulicí Goya přes ulici Alonso Martínez.
Jako první úsek se měla stavět část první linky, která by spojovala centrum s tehdejším severním okrajem města. Zajistila by spojení dvou hustě obydlených částí metropole, kde byla tramvajová doprava neefektivní, pomalá a přetížená. Architektonickým návrhem byl pověřen Antonio Palacios.
Otamendimu se dostalo v září 1916 přijetí u krále Alfonse XIII. Ten vyjádřil podporu projektu a živě se o něj zajímal, královským dekretem z 19. září 1916 pak schválil koncesi na čtyři linky Madridské městské dráhy (Ferrocaril Central Metropolitano de Madrid). Iniciátoři projektu však nebyli úspěšní v získání dostatečného množství peněžních zdrojů od bank. Nakonec získali 2,5 milionu španělských peset jako bankovní úvěry a 1,45 milionu peset daroval vznikající společnosti král. Dne 12. ledna 1917 byla udělena koncese na 99 let na provozování městské podzemní dráhy pro společnost, která byla od 24. ledna téhož roku zapsána jako Compañía Metropolitano Alfonso XIII (Společnost městské dráhy Alfonse XIII.). Základní kapitál společnosti byl stanoven na 10 milionů peset. Objevily se i konflikty s madridskou radnicí, které se nelíbil stavební zábor na povrchu i narušení městského podzemí. Dalším sporným bodem byl fakt, že dráha měla po vypršení 99 let koncese přejít do rukou státu, a nikoliv města. Jiní kritici pochybovali o účelnosti takového typu stavby a předpokládali, že lidé dají přednost pohybu po povrchu. Radnice však 20. dubna 1917 svoje námitky stáhla a výstavbě prvního úseku metra již prakticky nic nebránilo.

### Výstavba a začátky provozu

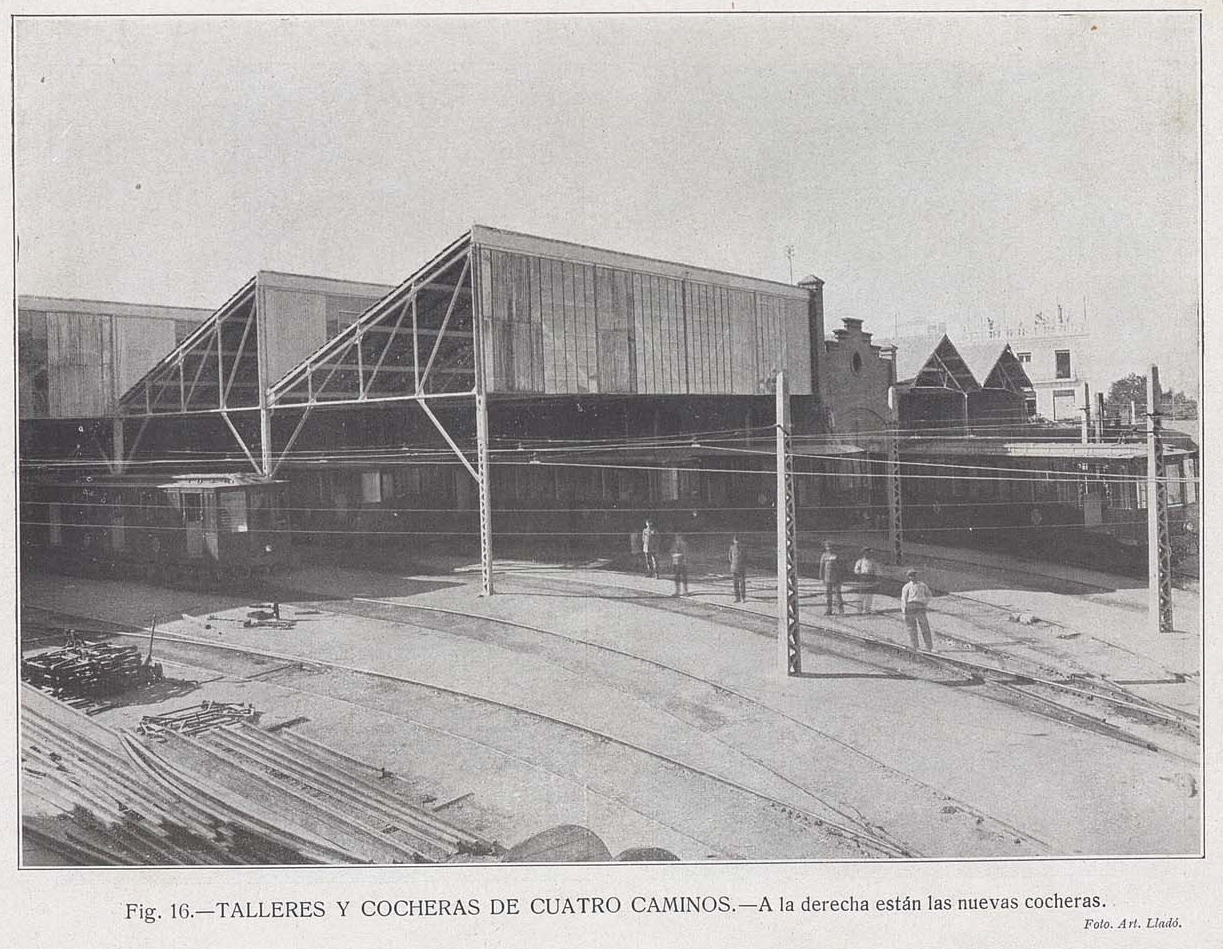
Depo Cuatro Caminos (1921)

Výstavba první linky madridského metra začala bez větší pozornosti večer 17. července 1917 na náměstí Puerta del Sol. Výstavbou byla pověřena stavební společnost Sociedad Hormaechea y Cía z Bilbaa. Celá doba výstavby trvala dva roky a tři měsíce. Stavba byla rozdělena na dva konstrukční úseky – první, mezi Puertou del Sol a náměstím Bilbao, byl kvůli úzkým uličkám stavěn jako ražený tunel – ražba probíhala belgickou tunelovací metodou z několika přístupových šachet. Mezi Bilbaem a Cuatro Caminos, kde měl úsek linky procházet pod celkem širokými ulicemi, byl zvolen postup hloubeného tunelu – po vyhloubení byla vybetonována klenba a stěny tunelu, ty byly zasypány a následně byla již v podzemí odtěžena hornina mezi vybetonovanými prvky tunelu.

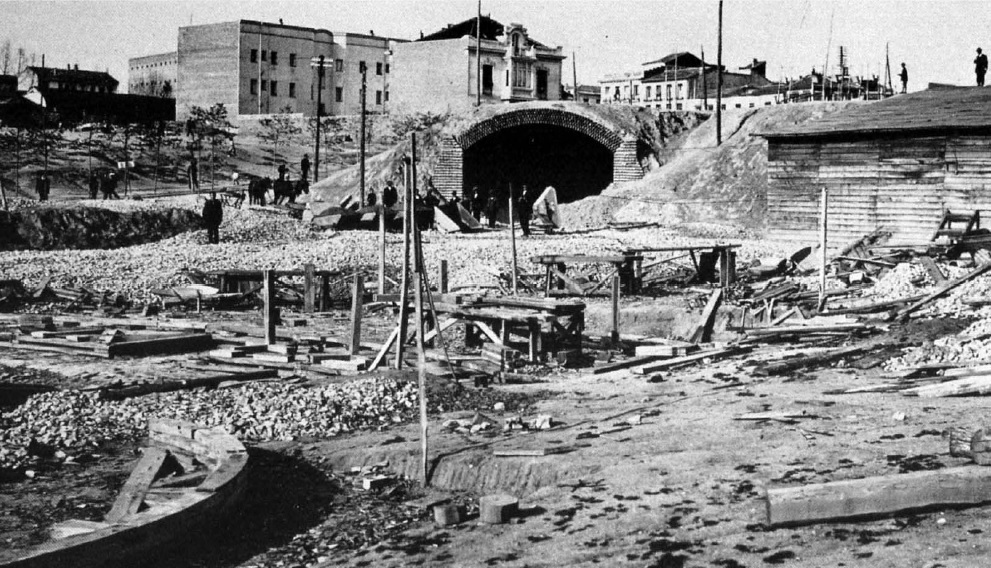
Výstavba tunelu u výjezdu do depa Cuatro Caminos, cca 1918

Při pracích se objevily mnohé obtíže, například s dodávkami materiálu, kterého byl nedostatek kvůli 1. světové válce zuřící po Evropě. Generální stávka ze srpna roku 1917 naopak stavbu příliš neohrozila. Během roku 1918 byla dokončena klenba tunelu v celé délce trasy, začalo se s výstavbou spodní části tunelu, přístupů ke stanicím a depa Cuatro Caminos. Na jaře 1919 zbývalo již na některých místech dokončit ostění tunelů a ve stanicích probíhaly dokončovací a dekorační práce. Poválečná situace zkomplikovala také dodávky nových vozů pro metro – ačkoliv vozové skříně byly vyrobeny vagónkou Carde y Escoriaza v Zaragoze, žádný z domácích ani evropských výrobců nebyl schopen dodat elektromotory pro nové vozy. Nakonec se situaci podařilo vyřešit nákupem vyřazených motorů z vozů pařížského metra. Následně byly nahrazeny motory od amerických společností Westinghouse a General Electric. Již v této době bylo plánováno prodloužení rozestavěného úseku na jih – na Atochu přes náměstí Progreso a Antón Martín, na tuto trasu pak společnost obdržela koncesi.
První úsek metra byl slavnostně otevřen 17. října 1919, kdy během slavnostní ceremonie konané od půl čtvrté odpoledne na Cuatro Caminos král Alfons XIII. přestřihl pásku za účasti královské rodiny, ministrů vlády a představitelů Compañía Metropolitano. Biskup Madridu a Alcalá pak požehnal linku metra a následně i vůz, kterým celá společnost projela novou trasou od severu k jihu. Na stanici Sol pak ještě král odhalil pamětní desku a zpáteční cestou na Cuatro Caminos, kde bylo přichystáno slavnostní pohoštění, již vlak nezastavoval.
Přesto první cestující mohli první úsek dlouhý 3,48 km využívat (a navíc jen omezeně) až o další téměř dva týdny později – od 31. října. Za první den provozu se svezlo přes 50 tisíc cestujících, ti čekali dlouhé fronty a mnohdy využili metro pouze jako atrakci. Jízdné bylo zavedeno pouze na jednu jízdu, cena činila 0,15 pesety; využívat se mohly zatím pouze konečné stanice, ostatních 6 mezilehlých stanic bylo otevřeno později, jak byly zkracovány provozní intervaly z původních 6 na 3 minuty. Provozní doba metra byla od 6.30 do 2.00 hodin, tato poměrně dlouhá doba provozu se stala dlouhodobým standardem a vlastně i v současnosti se příliš neliší. Cestujícím sloužily pětivozové soupravy celkově složené z 11 motorových (ty měly dva motory) a 10 vlečných vozů. Vozy byly 11,75 m dlouhé, 2 m široké a 3,385 m vysoké. Rozchod kolejí nebyl zvolen standardní ani iberský, ale neobvyklý – 1 445 mm. Napájení vozů bylo realizováno tramvajovými trolejemi. První měsíce se průměrný denní počet cestujících pohyboval okolo 40 000 a průměrný denní příjem za jízdné činil 6 500 peset. Za první rok provozu metro svezlo 14 milionů cestujících.

### Rozvoj sítě

Rozvíjející se severní okraj Madridu během 20. let 20. století

Již během roku 1920 se začalo stavět prodloužení první linky na jih, směrem do stanice Atocha. Úsek mezi Puerta del Sol a Plaza San Pedro byl ražený, zbývající část na Atochu byla hloubená. Součástí rozšíření byla i výstavba propojovacího tunelu s budoucí linkou metra (ten však nebyl nikdy využit). Dne 31. července téhož roku zažádala společnost o koncesi na již třetí rozšíření linky z Atochy na Puente de Vallecas. Tato žádost byla schválena 27. března 1921 a 1. července byla zahájena výstavba tohoto úseku. Ve stejný den se začal stavět i první úsek druhé linky mezi stanicemi Sol a Goya. Následně se úsek stavěl i s přilehlým úsekem do Ventas. Na samém sklonku roku, 26. prosince ještě král Alfons XIII. otevřel úsek ze stanice Sol do stanice Atocha. Celkový příjem z jízdného činil 3 miliony peset, výdaje na provoz dosáhly 1,2 milionu peset, společnost tak byla v roce 1921 zisková. V roce 1921 zaznamenala společnost madridského metra i jisté komplikace – byly sice dodány motory a podvozky z USA, dodávka nových vozů však byla zdržena stávkami v Zaragoze. Metro také muselo řešit výpadky dodávek elektrické energie. Elektřinu metro získávalo od společnosti Unión Eléctrica Madrileña (Madridská elektrická unie), ta však kvůli dlouhotrvajícímu suchu zaznamenala pokles výkonu vodních elektráren na nádržích v okolí Madridu. Společnost metra tedy začala uvažovat o záložních zdrojích proudu. To vyústilo v roce 1922 v zahájení výstavby vlastní elektrárny s dieselovými motory ve čtvrti Pacífico.
Společnosti byla udělena 3. února 1923 koncese na výstavbu prodloužení linky 2 ze stanice Sol do stanice Quevedo. Výstavba byla zahájena 11. září téhož roku. Zároveň společnost získala pozemky pro výstavbu druhého depa (Ventas), sloužícího druhé lince. Dne 8. května 1923 byl za účasti ministrů otevřen úsek Atocha – Puente de Vallecas, který prodloužil první linku o 2,3 km na celkových 7,7 km. Linka tak měla již 14 stanic. První úsek druhé linky, Sol–Ventas, dlouhý 3,8 km a s 8 stanicemi byl otevřen za účasti královských veličenstev 14. června 1924. Na úseku byla zvláštností stanice Retiro, která byla tříkolejná kvůli budoucímu větvení linky. Téhož roku byla konečně otevřena záložní elektrárna Pacífico. V roce 1924 již celkové příjmy společnosti činily 7,5 milionu peset. Společnost také nakoupila 31 nových vozů, čímž navýšila stav vozového parku na 49 motorových a 33 vlečných vozů. Dne 25. prosince 1925 byla zprovozněna i linka Ramal – R (česky větev – byla to odbočka linky 2).
Roky 1925 a 1926 byly ve znamení tzv. války tarifů (španělsky guerra de tarifas), během které metro soupeřilo o cestující s tramvajovou sítí. Cena jízdného tehdy klesla asi na polovinu. Během roku 1926 také započala výstavba severního prodloužení linky 1 ze stanice Cuatro Caminos do stanice Estrecho a následně do stanice Tetuán ve stejnojmenné čtvrti. Tento 1,9 km dlouhý úsek byl otevřen 6. března 1919. Mezitím byl od roku 1928 budován úsek linky 2 taktéž severním směrem do stanice Cuatro Caminos, kde se měla propojit s linkou 1. Tento úsek byl otevřen po 14 měsících 10. září 1929, ale bez jakýchkoliv oficialit. Zajímavostí byl 1,5 km dlouhý úsek zcela bez stanice a kolejové propojení obou linek metra ve stanici Cuatro Caminos, což umožnilo přesun vozů mezi linkami.
V roce 1930 byl změněn tehdejší plán na výstavbu linky 3, která se měla napojit na linku 2 ve stanici Goya. Provoz metra byl zachován i během stávky v listopadu 1930. Po vyhlášení druhé Španělské republiky a svržení krále, byla 14. dubna 1931 společnost donucena změnit své jméno z Compañía Metropolitano Alfonso XIII na Compañía Metropolitano de Madrid. Rozvoj sítě metra však pokračoval dál, 1. srpna 1931 byla zahájena výstavba větve linky 2 ze stanice Goya do stanice Diego de León. V roce 1932 měla společnost již 1 271 zaměstnanců a síť metra přepravila ročně již 100 milionů cestujících, v tomto roce se také poprvé v metru objevily automaty na jízdenky – první 2 byly brzy doplněny o dalších 13. Úsek mezi stanicemi Goya a Diego de León byl otevřen 17. září, ale vláda odmítla účast na oficiálním ceremoniálu. Linka 2 se tak stala první (a jedinou) linkou, která se větvila, vlaky končily střídavě ve stanicích Ventas a Diego de León. Nově otevřený úsek byl unikátní také moderním řešením upevnění kolejnic – přímo na betonovém podkladě, místo obvyklého kolejového lože. V září 1932 také společnost obdržela koncesi na první úsek linky 3 v úseku Sol–Embajadores, práce byly zahájeny společností Agromán v létě následujícího roku, ale potíže způsobovalo zvodnělé podloží.
V roce 1933 se objevily požadavky zaměstnanců na růst platů, byl zbourán původní výstup ze stanice Sol na náměstí Puerta del Sol. Ministerstvo veřejných prací také začalo požadovat výstavbu nové linky, která by vedla pod třídou Paseo de la Castellana, koncept byl ale zamítnut z důvodu nízkého předpokládaného využití. Kouření bylo v metru zakázáno v roce 1935, přispěl k tomu i nátlak akcionářů Peréze a Rodrígueze. Začaly se také objevovat stávky a konflikty vyvolané komunisty mezi zaměstnanci. V roce 1935 bylo odsouhlaseno prodloužení linky 3 ze stanice Sol do stanice Argüelles a v síti se poprvé objevily elektrické výhybky.

### Občanská válka

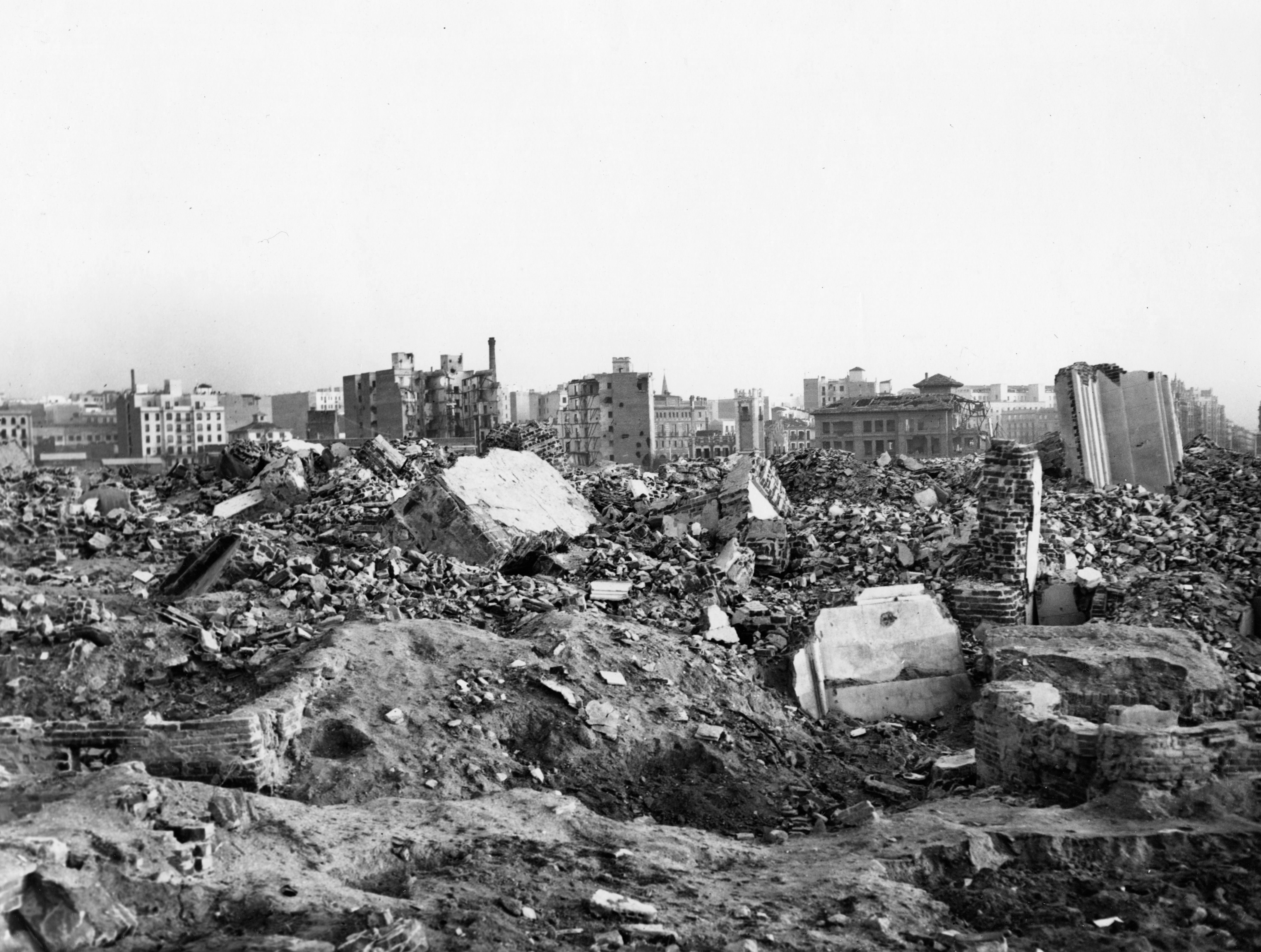
Ruiny v Madridu, 1939

Občanská válka ve Španělsku, která vypukla 17. července 1936, významně poznamenala i vývoj madridského metra. Madrid od počátku patřil k území ovládanému republikány a socialisty. Od 6. srpna začaly být přes noc otevírány stanice metra, aby umožnily úkryt před bombardováním. Jediným úsekem, který byl nově zprovozněn během války, byla 1,4 km dlouhá část třetí linky se stanicemi Sol–Lavapiés–Embajadores. Kvůli poškození a z válečných důvodů musely být uzavřeny úseky Goya – Diego de León, Atocha – Menéndez Pelayo, Sevilla–Sol a celý Ramal, v provozu byly také zvláštní sanitní vozy metra. Pro republikánské vojáky byla v metru zavedena bezplatná přeprava, ta však musela být kvůli mnohým podvodníkům následně zrušena. Ramal byl využíván pouze pro vojenskou dopravu, v tunelu Goya – Diego de León byla zřízena podzemní továrna na zbraně.  Práce na úseku Sol–Argüelles byly zastaveny a obecně byl nedostatek peněz na platy dělníků. V červnu 1937 došlo z ideologických důvodů k přejmenování stanic Ópera na Fermín Galán a Iglesia na Sorolla. Ze společnosti byli donuceni odejít zaměstnanci, kteří nesdíleli komunistické názory, v podnikových novinách byli tito zaměstnanci osočováni – to se nevyhnulo ani zakladatelům metra Mendozovi, Otamendimu a Echartovi, kteří na čas ze společnosti odešli.
Dne 10. ledna 1938 došlo v podzemní továrně na zbraně právě poblíž stanice Lista (úsek Goya – Diego de León) k mohutné explozi, linka 2 v úseku Sol–Ventas byla uzavřena do 24. ledna. Vzhledem k válečné situaci je obtížné vypátrat přesné počty, ale uvádí se 2 000–5 000 zabitých – nejen v samotné továrně. Výbuch kromě ní prakticky zdemoloval blok budov na povrchu, ulici s tramvají a tlaková vlna poškodila i několik sousedících stanic. Příčinou byla pravděpodobně nehoda či neodborné zacházení s výbušným materiálem, případně snaha republikánů o odpálení části Madridu během jeho obležení. Madrid byl 28. března 1939 konečně dobyt Francovou armádou a metro vypravilo zvláštní vlak pro obyvatele Madridu, kteří chtěli přivítat osvoboditele. Po období „rudé vlády“ se do společnosti vrátili i její zakladatelé, Carlos Mendoza se stal prezidentem společnosti, jeho zástupci byli jmenováni Antonio Gonzáles Echarta a Venancio Echevarría. Ihned po ukončení vojenských operací byla započata obnova tunelů Ramalu a Torrijos (Goya – Diego de León), tyto rekonstrukce byly hotovy nejpozději do září 1939. Byl také obnoven provoz v původním rozsahu, společnost Agromán pokračovala ve výstavbě úseku Sol–Argüelles a začalo se uvažovat o výstavbě čtvrté linky, tzv. Bulevares. V tomto období bylo také znovu přijato 633 zaměstnanců, kteří byli ze společnosti vyloučeni během komunistických čistek; další pak byli naopak pro své komunistické postoje a zapojení během války propuštěni.

### Poválečná rekonstrukce
Ačkoliv Španělsko zachovalo během druhé světové války neutralitu, ekonomická situace způsobená válečným stavem v celé Evropě se odrazila i na situaci v zemi, již tak velmi poškozené následky občanské války, a velmi ztížila obnovu a rozvoj metra v následujících letech. V Madridu navíc došlo k růstu počtu obyvatel a to spolu s nedostatkem autobusů a tramvají, které byly během války zničeny, vedlo k velkému náporu cestujících v metru.
V roce 1940 došlo k náboru nových zaměstnanců, během kterého byly upřednostněny zejména vdovy po obětech občanské války. Kvůli nutnosti urychlení nástupu cestujících se v rámci kampaně objevily nápisy upozorňující na nutnost nechat nejprve vystoupit cestující z vagonů. Pokračovala obnova vozového parku, prodloužení některých vozů z 11,75 m na 14,30 m a objednávka přibližně 100 nových vagonů u společnosti Constructora Nacional de Maquinaria Eléctrica (CNME). Kvůli problémům se stavbou na náměstí Plaza de España a všeobecnému nedostatku stavebního materiálu se zpozdila výstavba nového úseku linky 3.
Jelikož se společnost Agromán zavázala, že náklady na výstavbu nové linky 4 budou stejné jako u linky 3, byla v roce 1941 zahájena výstavba. Během roku 1941 se postupně zlepšily přepravní výkony metra – pomohla k tomu i úprava signalizace vedoucí ke snížení zpoždění; ve stanici Diego de León došlo k výměně výhybek a obratových kolejí. Nicméně kapacita metra stále nestačila přepravní poptávce, což bylo dáno i opožděním dodávek vozů objednaných u CNME. Zlepšení doznala informovanost cestujících, neboť bylo investováno do hlásičů, mikrofonů a informačních cedulí u vstupů do stanic. Téhož roku se objevil i požadavek na zavedení metra do Univerzitního městečka (Ciudad Universitaria) – k Paraninfu. Miguel Otamendi tento návrh opakovaně (opět v roce 1953) odmítl kvůli ekonomické nevýhodnosti projektu – technické náročnosti (velké klesání a stoupání) a předpokládanému nízkému dopravnímu využití. Dne 15. června 1941 došlo za účasti ministra dopravy a madridského starosty ke slavnostnímu otevření prodloužení linky 3 mezi stanicemi Sol a Argüelles, pro veřejnost se otevřela linka následujícího dne.

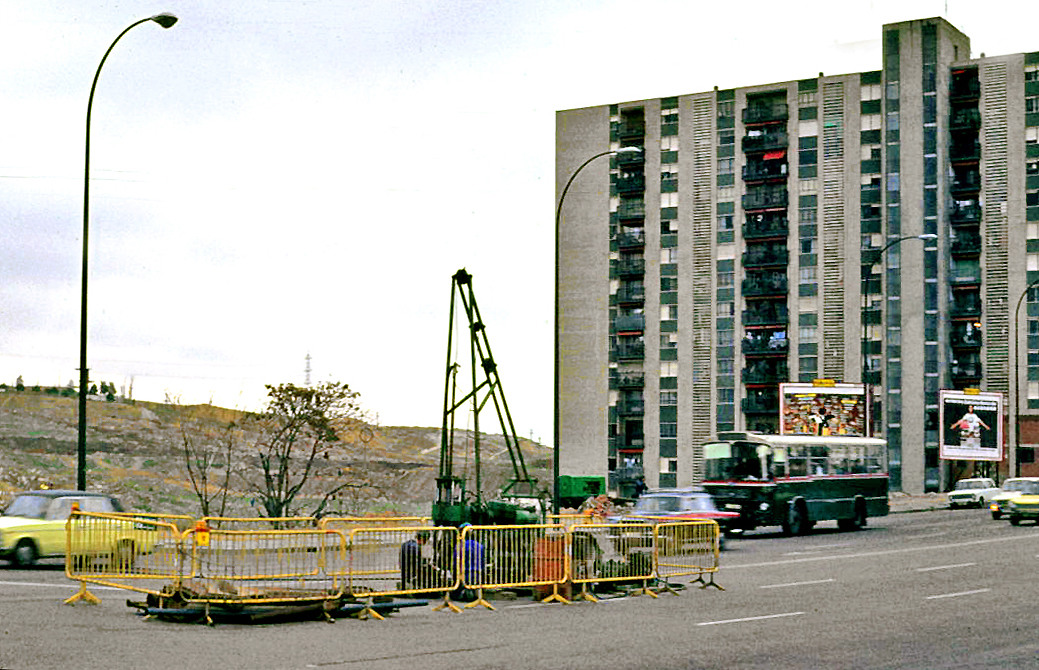
Výstavba linky 9 ve čtvrti Moratalaz, 1975

V roce 1950 madridské metro přepravilo 337 milionů cestujících.

### Zestátnění a rozvoj

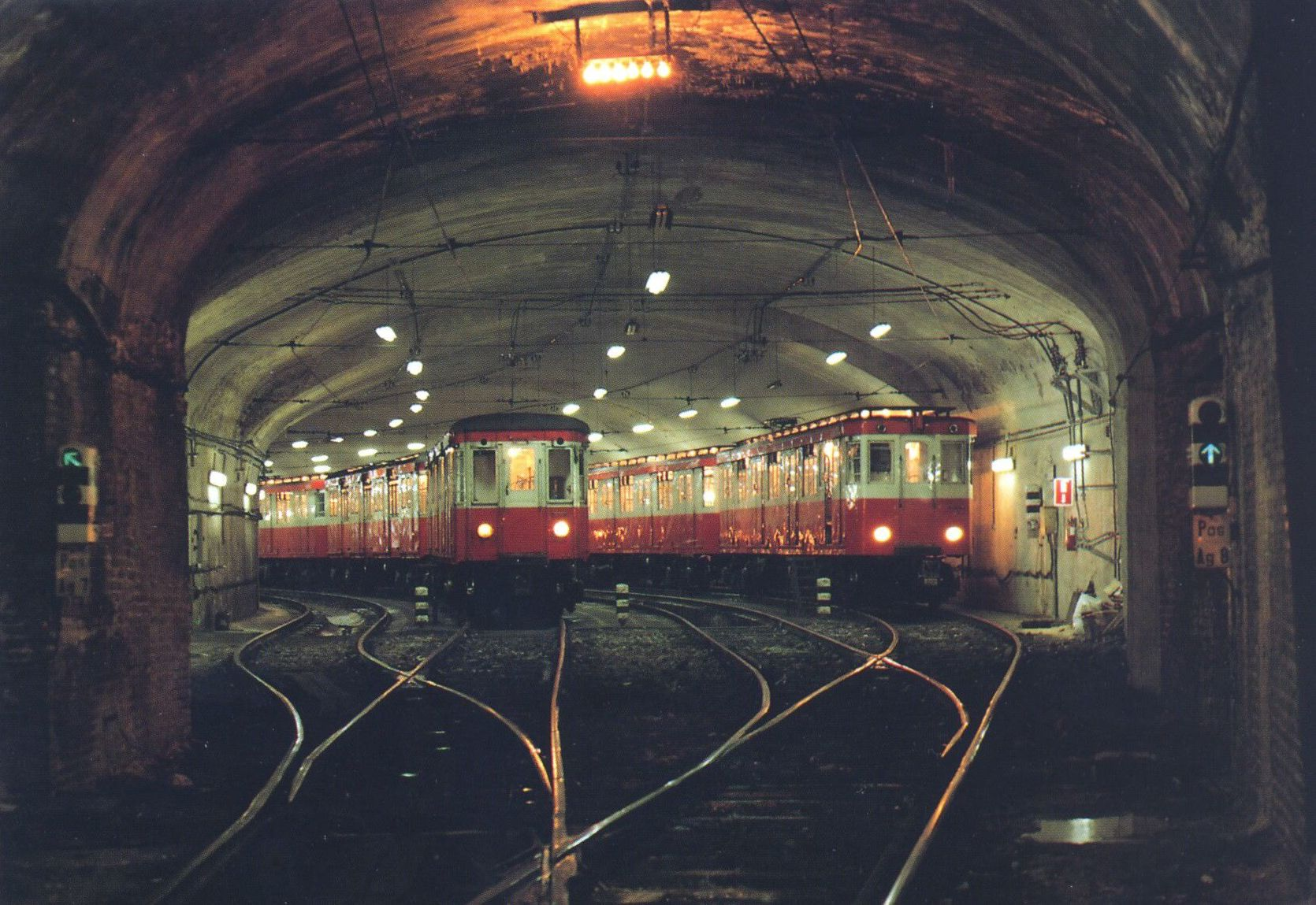
Historické soupravy řady 1000 v obratišti stanice Moncloa

Velký rozvoj sítě metra nastal v 70., 80. a 90. letech 20. století, úměrně s ekonomickým růstem španělské metropole a jejím rozšiřováním do okolí (převážně díky rozvoji tzv. satelitních měst). U starších stanic byla prodloužena nástupiště, aby bylo možné zajistit provoz nových, kapacitnějších vlaků. Důležité bylo otevření prvního úseku okružní linky 6 v roce 1979. Ostře toto období kontrastuje s padesátými léty, kdy problémy s organizací práce a rostoucími náklady jakékoliv rozšiřování zhatily.
Urychlit budování nových úseků (ale též řešit problematickou situaci způsobenou zastaráváním prvních úseků, zvyšováním cen a špatným hospodařením) pomohlo také znárodnění provozující společnosti na konci 70. let.

### Rozvoj na přelomu tisíciletí
Na konci 20. století a počátku 21. století se jednalo o jednu z nejrychleji se rozrůstajících sítí, srovnatelnou například se soulskou; díky linkám 10 a 9 dokáže madridské metro obsloužit i předměstské oblasti. Otevřen byl například úsek linky 8 vedoucí na letiště či okružní linka 12 propojující města Alcorcón, Leganés, Getafe, Fuenlabrada a Móstoles v madridské aglomeraci.
V roce 2007 byly otevřeny tři nové linky lehkého metra (španělsky Metro Ligero) – jedná se ale spíše o tramvajové tratě. Linka ML-1 je vedena ze stanice Pinar de Chamartín severním směrem do Las Tablas, linky ML-2 a ML-3 začínají na stanici Colonia Jardín. Zatímco ML-2 vede severozápadně přes Pozuelo de Alarcón a stáčí se zpět ke stanici Aravaca, linka ML-3 vede na západ do stanice Puerta de Boadilla.

### Hospodářská krize
V souvislosti se španělskou dluhovou krizí vyvolalo jak ve Španělsku, tak i v zahraničí značný mediální zájem přejmenování linky 2 v roce 2013 podle sponzora – společnosti Vodafone. Madridský dopravní podnik, který metro provozuje, si od této netradiční reklamy sliboval značné snížení nákladů. Přejmenována byla kromě linky 2 i jedna z nejvýznamnějších stanic Sol na Vodafone Sol. I kvůli kontroverzím se stanice i linka vrátily k původním jménům v červnu 2016. Podle dopravního podniku přineslo přejmenování 3 miliony eur, tzn. milion eur ročně. Hospodářská krize také zbrzdila prudký rozvoj metra z předcházející dekády a mnoho plánovaných projektů odsunula na neurčito.
V březnu 2019 byla po 20 letech otevřena rozestavěná stanice Arroyofresno na lince 7. Její stav byl zanedbaný a musela projít významnou rekonstrukcí.

## Provoz

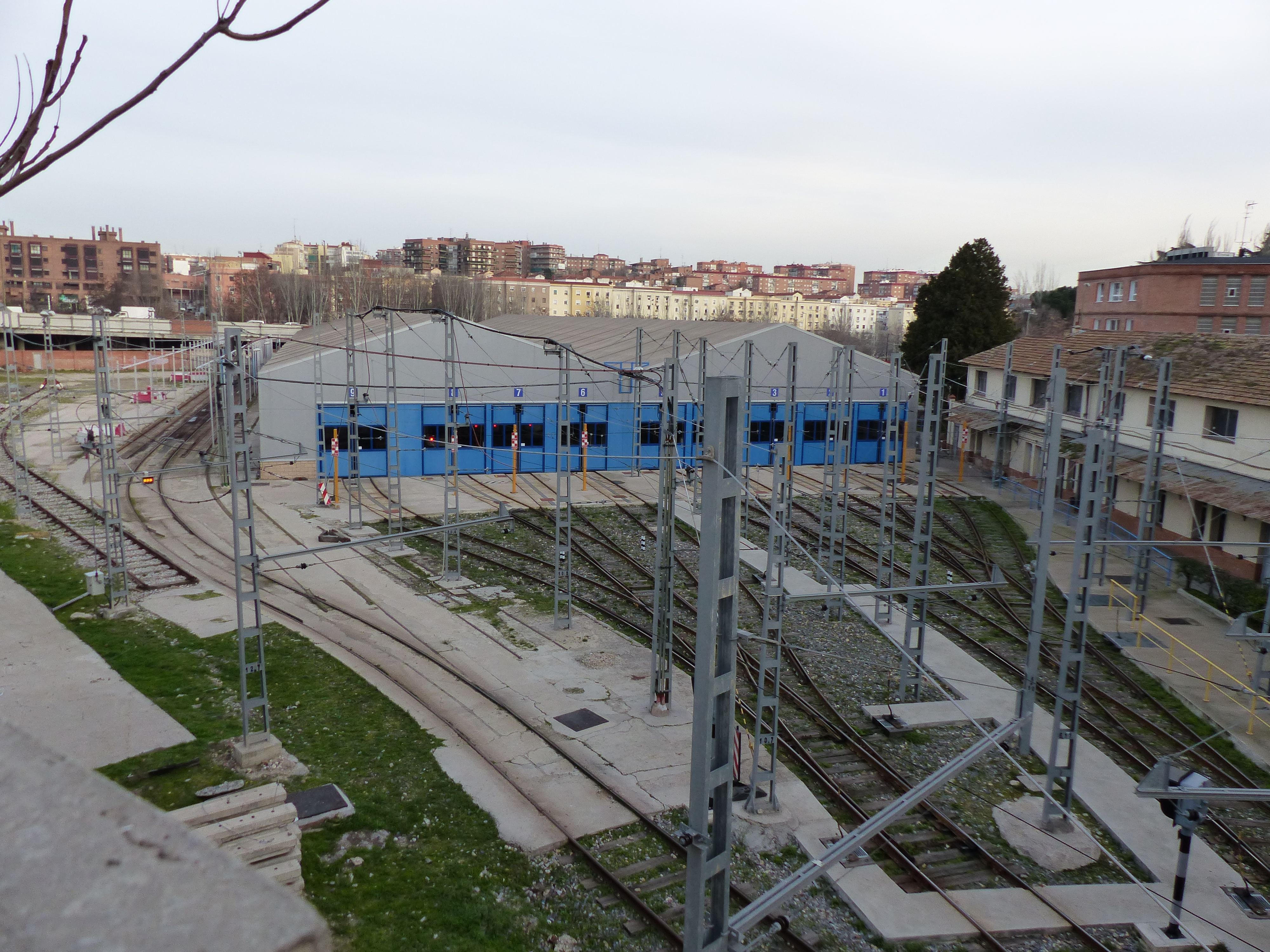
Depo Ventas

Grafický vzhled informačních tabulí v metru

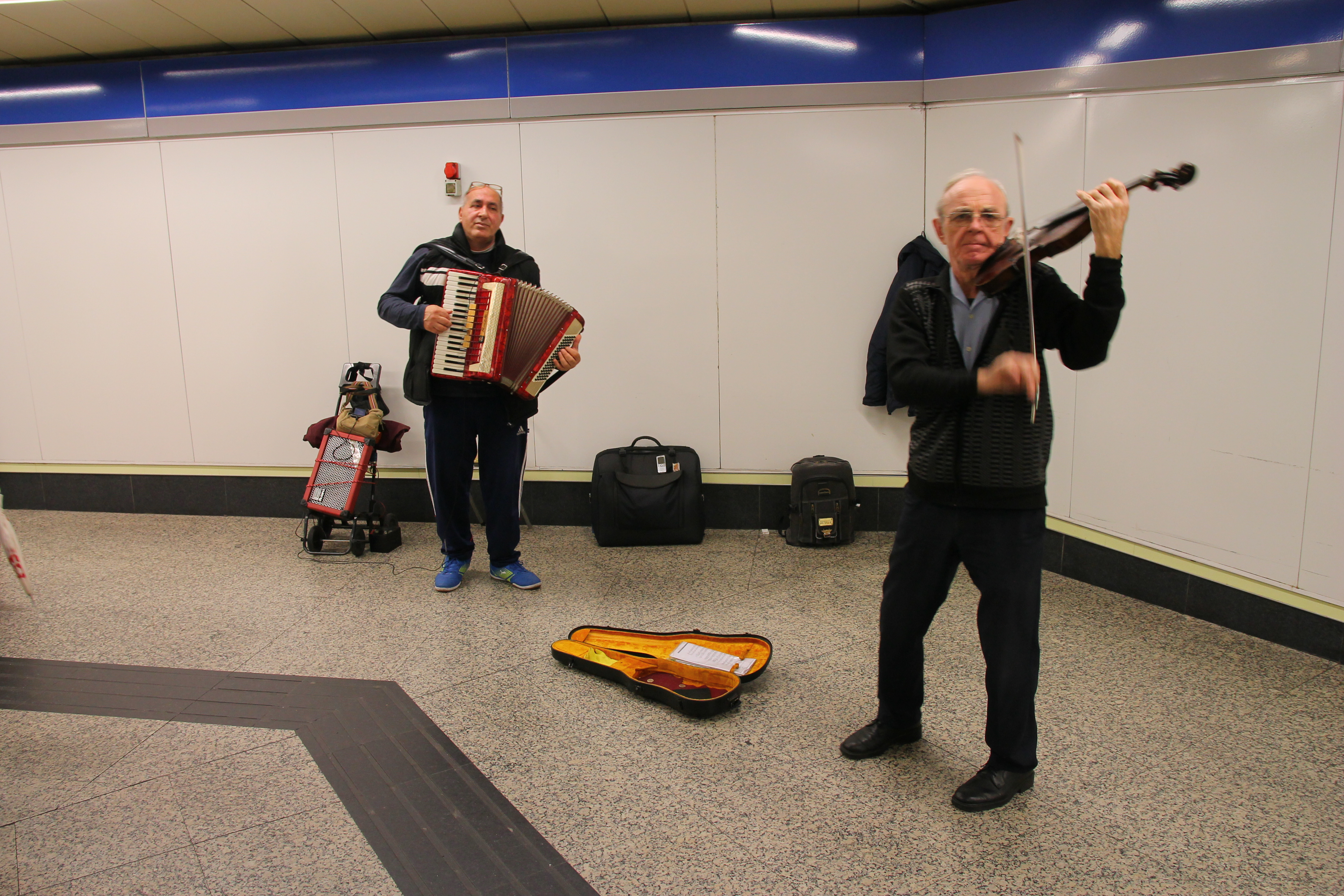
Pouliční hudebníci v metru

Metro je v současnosti provozováno od 6.00 hodin do 1.30 (poslední soupravy končí jízdu okolo druhé hodiny ranní).

### Linkové vedení

#### Klasické metro
| Číslo linky | Konečné stanice                           | Otevřeno od | Délka (km) | Počet stanic |
| ----------- | ----------------------------------------- | ----------- | ---------- | ------------ |
|             | Pinar de Chamartín – Valdecarros          | 1919        | 23,320     | 33           |
|             | Cuatro Caminos – Las Rosas                | 1924        | 14,031     | 20           |
|             | Moncloa – El Casar                        | 1936        | 17,490     | 19           |
|             | Argüelles – Pinar de Chamartín            | 1944        | 14,625     | 23           |
|             | Casa de Campo – Alameda de Osuna          | 1968        | 23,207     | 32           |
|             | okružní linka                             | 1979        | 23,472     | 28           |
|             | Pitis – Hospital del Henares              | 1974        | 32,919     | 31           |
|             | Nuevos Ministerios – Aeropuerto T4        | 1998        | 16,459     | 8            |
|             | Paco de Lucía – Arganda del Rey           | 1980        | 39,5       | 30           |
|             | Hospital Infanta Sofía – Puerta del Sur   | 1961        | 39,784     | 32           |
|             | Plaza Elíptica – La Fortuna               | 1998        | 8,5        | 7            |
|             | okružní linka – MetroSur (Puerta del Sur) | 2003        | 40,596     | 28           |
|             | Ramal (Větev) – Ópera – Príncipe Pío      | 1925        | 1,092      | 2            |

#### Lehké metro (Metro Ligero)
| Číslo linky | Konečné stanice                     | Otevřeno od | Délka (km) | Počet stanic |
| ----------- | ----------------------------------- | ----------- | ---------- | ------------ |
|             | Pinar de Chamartín – Las Tablas     | 2007        | 5,401      | 9            |
|             | Colonia Jardín – Aravaca            | 2007        | 8,680      | 13           |
|             | Colonia Jardín – Puerta de Boadilla | 2007        | 13,699     | 16           |

Za čtvrtou linku lehkého metra bývá občas považována tramvajová linka ve městě Parla.

### Tarif

Mapa tarifních pásem

Metro je provozováno ve čtyřech tarifních pásmech: A (město), B1, B2 a B3 (příměstské).

#### Základní jízdné
Užívání metra je zpoplatněno, funguje zde turniketový systém. Jízdenky jsou magnetické a při průchodu turniketem jsou navíc označeny tiskem. Ačkoliv turnikety při výstupu jízdenky nepožadují, je nutné uschovat jízdní doklad po celou dobu jízdy. Děti do 4 let nemusejí jízdné platit. Cena jízdného je[kdy?] následující:
| Druh jízdného (česky)                   | Druh jízdného (španělsky)                          | Použití                                                 | Platnost                                                                              | Cena (€) |
| --------------------------------------- | -------------------------------------------------- | ------------------------------------------------------- | ------------------------------------------------------------------------------------- | -------- |
| Jednoduché kombinované                  | Sencillo Combinado                                 | 1 jízda                                                 | Celá síť                                                                              | 3        |
| Jednoduché Metro Madrid                 | Sencillo MetroMadrid                               | 1 jízda                                                 | Stanice v tarifním pásmu A                                                            | 1,50–2   |
| Jednoduché TFM                          | Sencillo TFM                                       | 1 jízda                                                 | Puerta de Arganda – Arganda del Rey                                                   | 2        |
| Jednoduché Metro Jih                    | Sencillo MetroSur                                  | 1 jízda                                                 | MetroSur Joaquín Vilumbrales – Puerta del Sur                                         | 1,5      |
| Jednoduché Metro Sever                  | Sencillo MetroNorte                                | 1 jízda                                                 | La Granja – Hospital Infanta Sofía                                                    | 1,5      |
| Jednoduché Metro Východ                 | Sencillo MetroEste                                 | 1 jízda                                                 | Barrio del Puerto – Hospital del Henares                                              | 1,5      |
| Jednoduché ML-2                         | Sencillo ML-2                                      | 1 jízda                                                 | Colonia Jardín – Aravaca                                                              | 2        |
| Jednoduché ML-3                         | Sencillo ML-3                                      | 1 jízda                                                 | Colonia Jardín – Puerta de Boadilla                                                   | 2        |
| 10 jízd – kombinované                   | 10 viajes combinado                                | 10 jízd                                                 | Stanice celého metra a lehkého metra                                                  | 18,30    |
| Metrobus                                | Metrobús                                           | 10 jízd                                                 | Stanice metra v tarifním pásmu A Síť Síť městských autobusů (EMT)                     | 12,20    |
| 10 jízd TFM                             | 10 Viajes TFM                                      | 10 jízd                                                 | Puerta de Arganda – Arganda del Rey                                                   | 12,20    |
| 10 jízd Metro Jih                       | 10 Viajes MetroSur                                 | 10 jízd                                                 | MetroSur Joaquín Vilumbrales – Puerta del Sur                                         | 11,20    |
| 10 jízd Metro Sever                     | 10 Viajes MetroNorte                               | 10 jízd                                                 | La Granja – Hospital Infanta Sofía                                                    | 11,20    |
| 10 jízd Metro Východ                    | 10 Viajes MetroEste                                | 10 jízd                                                 | Barrio del Puerto – Hospital del Henares                                              | 11       |
| 10 jízd Lehké metro Západ               | 10 Viajes ML Oeste                                 | 10 jízd                                                 | Aravaca Colonia Jardín – Puerta de Boadilla Jízdenka neumožňuje přestup mezi linkami. | 12       |
| Jednoduché Metro A a letištní příplatek | Sencillo Metro Zona A y ML-1 Suplemento Aeropuerto | 1 jízda v tarifním pásmu A (speciální sazba na letiště) | nástup na stanicích Aeropuerto T1-T2-T3 a Aeropuerto T4                               | 4,5–5    |
| Kombinované Metro a letištní příplatek  | Combinado Suplemento Aeropuerto                    | 1 jízda v celé síti metra (speciální sazba na letiště)  | nástup na stanicích Aeropuerto T1-T2-T3 a Aeropuerto T4                               | 6        |
| Letištní příplatek (pouze)              | Suplemento Aeropuerto                              | Samostatný letištní příplatek                           | nástup na stanicích Aeropuerto T1-T2-T3 a Aeropuerto T4                               | 3        |

#### Předplacené jízdné
Organizátor dopravy v Madridském společenství nabízí zlevněné předplacené jízdné. Pro jeho využití je třeba požádat o bezkontaktní průkazku Tarjeta Transporte Público. Její platnost bývá 4 roky (roční jízdné) nebo 7 let (měsíční jízdné) a vzhledem k uvedení jména a fotografie je nepřenosná. Kartu je možné dobít v automatech umístěných ve všech stanicích metra a příměstské železnice Cercanías i na dalších místech. Cena předplaceného jízdného je[kdy?] následující:
| Jízdné / Pásmo                       | A        | B1       | B2       | B1-B2 B2-B3 B3-C1 C1-C2 | B3       | C1       | C2       | E1         | E2         |
| Běžné (Normal)                       | 54,60 €  | 63,70 €  | 72,00 €  | 47,90 €                 | 82,00 €  | 89,50 €  | 99,30 €  | 110,60 €   | 131,80 €   |
| Mládež (Joven)                       | 20,00 €  | 20,00 €  | 20,00 €  | 20,00 €                 | 20,00 €  | 20,00 €  | 20,00 €  | 20,00 €    | 20,00 €    |
| Třetí věk (Tercera Edad)             | 12,30 €  | 12,30 €  | 12,30 €  | 12,30 €                 | 12,30 €  | 12,30 €  | 12,30 €  | —          | —          |
| Zvýhodnění PAE (Beneficiarios PAE)   | 10,00 €  | 10,00 €  | 10,00 €  | 10,00 €                 | 10,00 €  | 10,00 €  | 10,00 €  | —          | —          |
| Běžné roční (Anual Normal)           | 546,00 € | 637,00 € | 720,00 € | —                       | 820,00 € | 895,00 € | 993,00 € | 1 106,00 € | 1 318,00 € |
| Mládež roční (Anual Joven)           | 200,00 € | 200,00 € | 200,00 € | 200,00 €                | 200,00 € | 200,00 € | 200,00 € | 200,00 €   | 200,00 €   |
| Třetí věk roční (Anual Tercera Edad) | 123,00 € | 123,00 € | 123,00 € | 123,00 €                | 123,00 € | 123,00 € | 123,00 € | —          | —          |
| ------------------------------------ | -------- | -------- | -------- | ----------------------- | -------- | -------- | -------- | ---------- | ---------- |

### Telekomunikační pokrytí

#### Pokrytí telefonním signálem
K lednu 2018 byly pokryty telefonním signálem následující úseky a stanice:
- – úsek Chamartín – Pacífico, stanice Alto del Arenal.
- – celá linka
- – úsek Moncloa – Legazpi.
- – úseky Argüelles – Alonso Martínez a Goya – Avenida de América, stanice Mar de Cristal.
- – úsek Empalme – Ciudad Lineal.
- – úsek Príncipe Pío – Legazpi (severovýchodní větev), stanice Oporto.
- – úseky Guzmán el Bueno – Canal a Alonso Cano – Avenida de América, stanice Pueblo Nuevo.
- – celá linka
- – úsek Plaza de Castilla – Príncipe de Vergara, stanice Sainz de Baranda a úsek Rivas Futura – Arganda del Rey.
- – ve stanici Tres Olivos, úsek Chamartín – Príncipe Pío a povrchový úsek Lago – Casa de Campo.
- – celá linka
- – ve stanicích Puerta del Sur a El Bercial.
- – celá linka

#### Pokrytí signálem wi-fi
Ačkoliv se o pokrytí sítě metra signálem wi-fi hovoří, signálem je zatím pokryta pouze linka 8. Projekt je odmítán zejména pro svou vysokou cenu. První pokrytou stanicí byl pilotní projekt u stanice Nuevos Ministerios v roce 2014.

## Infrastruktura
Linky klasického metra jsou provozovány na rozchodu 1 445 mm. Ten má být údajně používán pouze v Madridu. Při výstavbě první linky metra byl tento rozchod převzat z rozchodu madridské tramvajové sítě. Rozdíl 10 mm oproti standardnímu rozchodu 1 435 mm vznikl pravděpodobně při převodu jednotek z britského systému imperiálních jednotek. Linky lehkého metra jsou již provozovány na standardním rozchodu 1 435 mm.
Levostranný provoz, který je rozšířen na všech linkách klasického metra, má původ ve skutečnosti, že v době otevření (1919) byl levostranný provoz normou v celém Španělsku. Když byla povrchová doprava v roce 1924 převedena na pravou stranu, změny na infrastruktuře metra byly považovány za neúměrně vysoké, a proto byl levostranný provoz zachován až dodnes. Linky lehkého metra jsou ale již provozovány pravostranně.

### Napájecí systém
Napájení souprav je v celém madridském metru uskutečňováno trolejovým vedením. Nicméně se v síti nacházejí odlišnosti, týkající se trakčního napětí i způsobu odběru proudu.

#### Napětí

Napájecí systémy:
600 V ss
1500 V ss
750 V ss

Na tratích klasického metra se vyskytují dvě napěťové soustavy – 600 V a 1 500 V stejnosměrně, lehké metro je napájeno napětím běžným pro moderní tramvajové sítě – 750 V stejnosměrně.
| napětí     | linky |
| ---------- | ----- |
| 600 V ss   |       |
| 750 V ss   |       |
| 1 500 V ss |       |

#### Odběr proudu

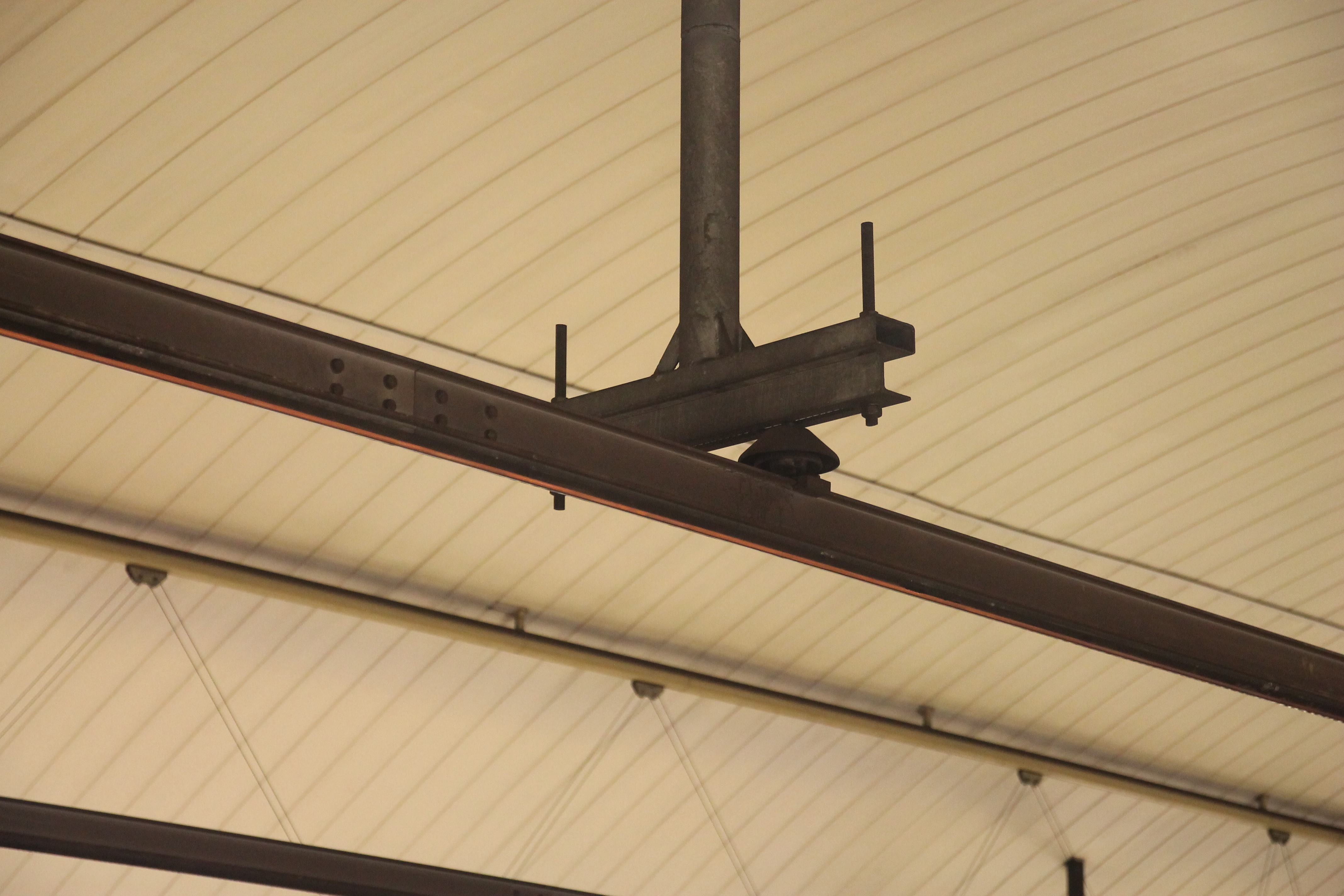
Pevné trolejové vedení ve stanici Nuevos Ministerios

V madridském metru soupravy odebírají proud pomocí trolejového vedení – liší se však způsobem: v současnosti je nejběžnější pevné trolejové vedení, které lze nalézt na drtivé většině úseků klasického metra. Na povrchových úsecích a několika dalších podpovrchových je instalováno klasické železniční řetězovkové vedení. Na starších úsecích se zachovalo původní prosté tramvajové vedení, to je také použito na moderních úsecích lehkého metra. Všechny úseky postavené či rekonstruované po roce 1999 (kromě povrchových úseků) jsou vybaveny pevným trolejovým vedením.
Na linkách 4 a 5 se dříve vyskytovaly v různých úsecích všechny tři způsoby odběru proudu. V současnosti probíhají práce tak, aby bylo v co možná největším počtu úseků použito pevné vedení.
| způsob odběru            | úseky |
| ------------------------ | --- |
| Prosté tramvajové vedení | celé San Bernardo – San Lorenzo |
| Řetězovkové vedení       | Esperanza – Parque de Santa María Eugenia de Montijo – Empalme a Casa de Campo stanice Aeropuerto T4 Herrera Oria – Arganda del Rey (část je povrchový úsek) Lago – Casa de Campo (povrchový úsek)                                                   |
| Pevné vedení             | celé Argüelles – San Bernardo a San Lorenzo – Pinar de Chamartín Empalme – Casa de Campo a Eugenia de Montijo – Alameda de Osuna celá (kromě stanice Aeropuerto T4) Herrera Oria – Paco de Lucía celá (kromě povrchového úseku Lago – Casa de Campo) |

### Návěstidla

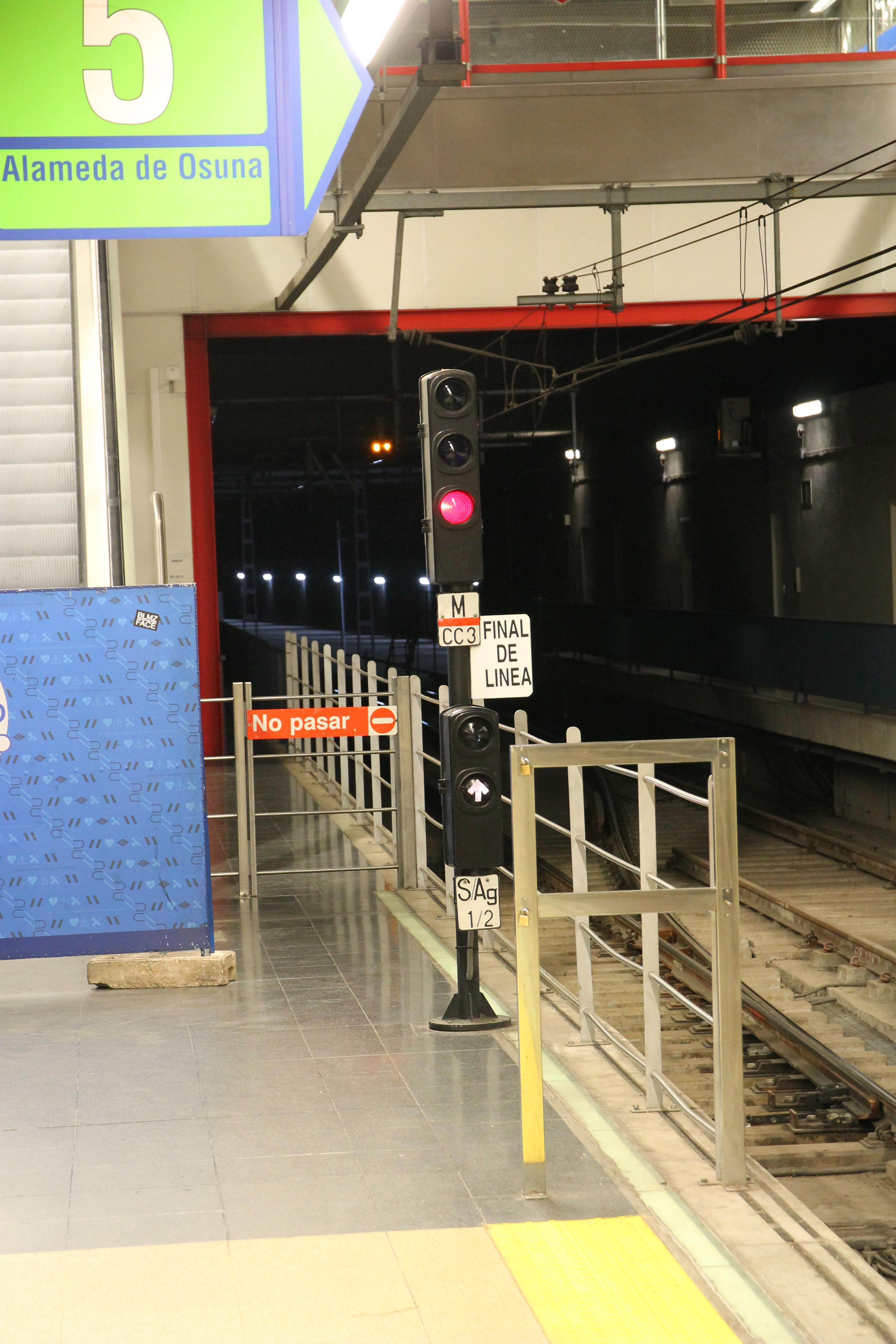
Návěst Stůj. Pod ní je patrná cedulka s nápisem „M CC3“ – Casa de Campo

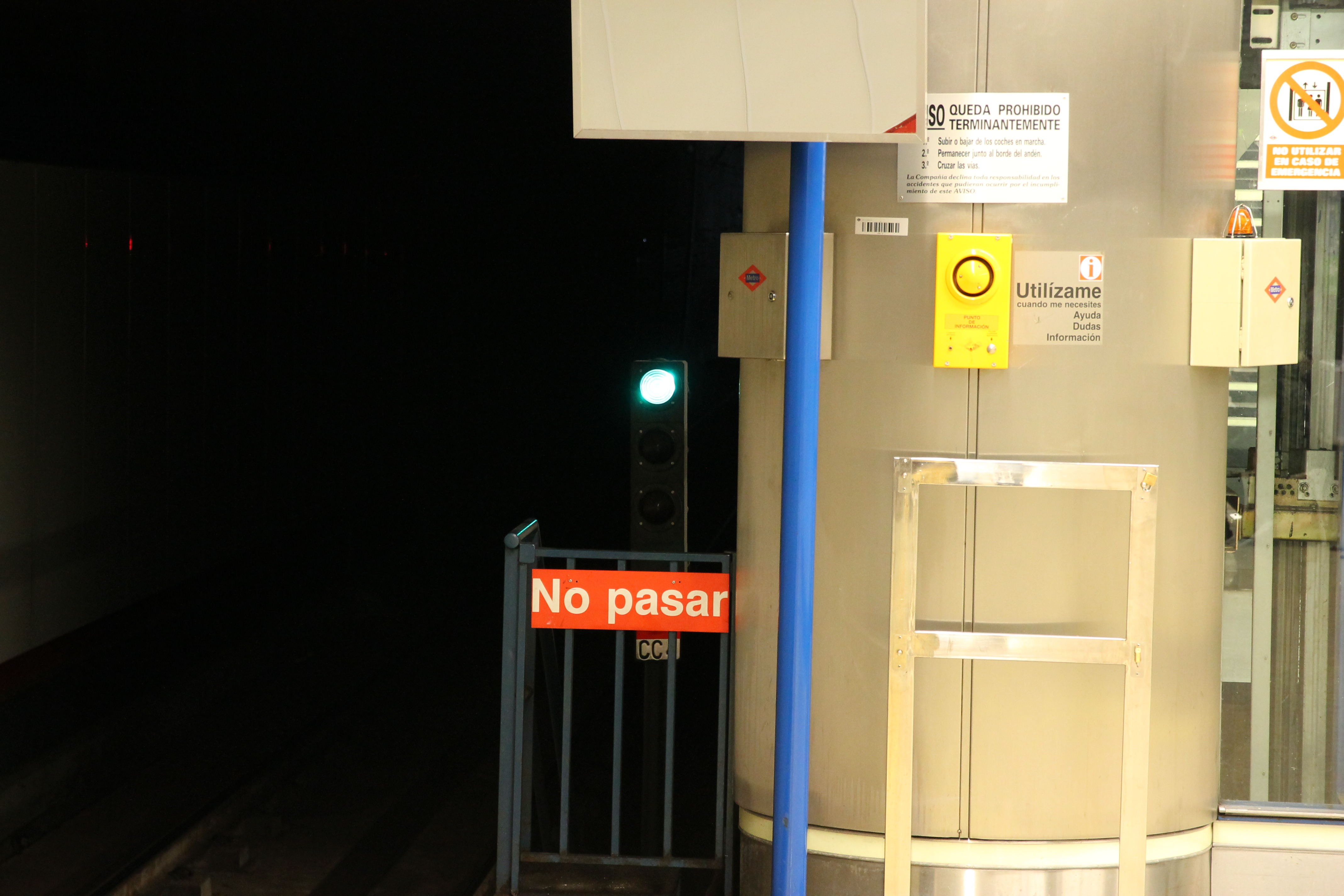
Zelená návěst Volno

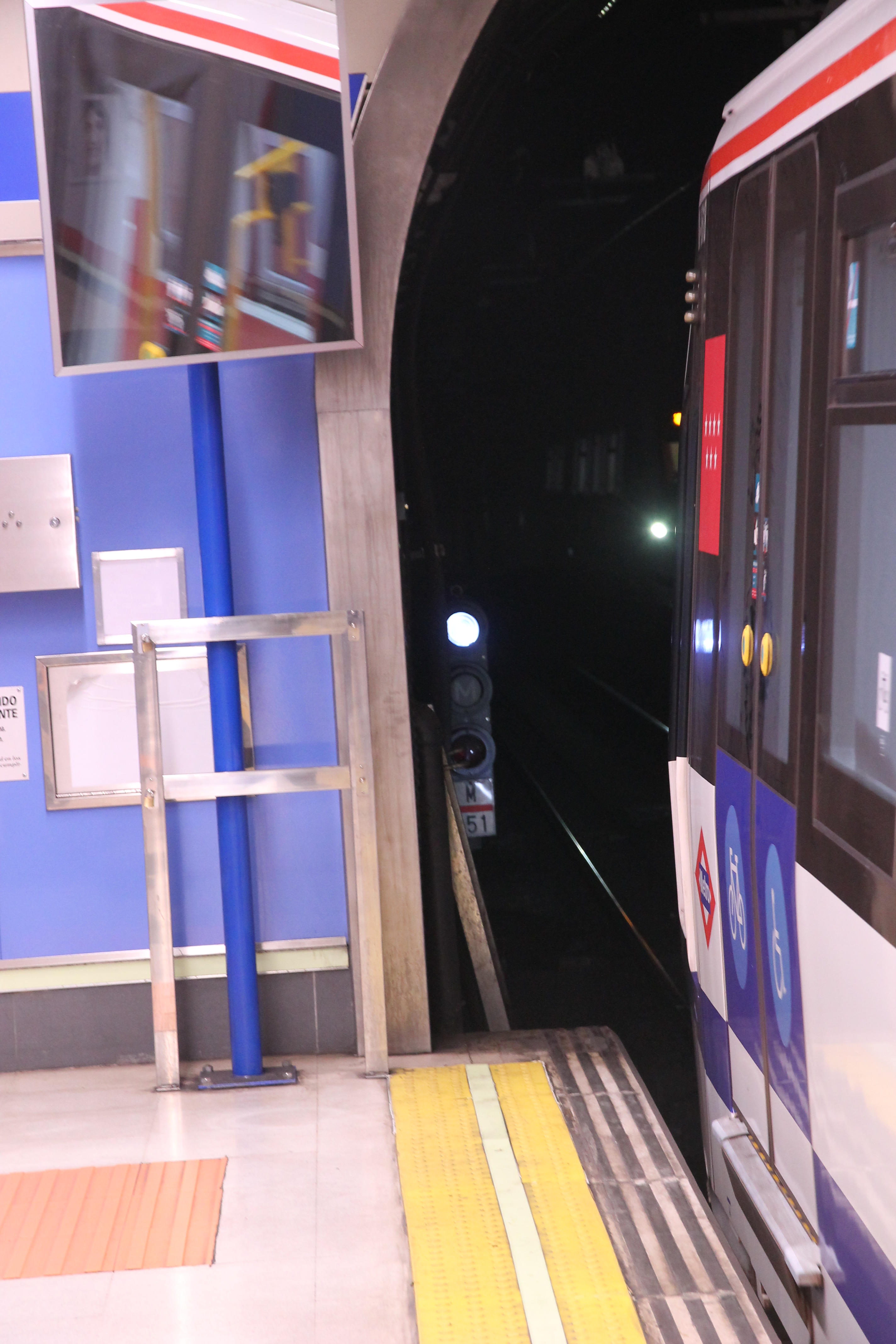
Bílá návěst Volno

Madridské metro používá vlastní systém návěstidel (Normativa interna de circulación), jehož účelem je zajištění bezpečného a plynulého provozu v celé síti metra. Tento systém vychází z prvotních pravidel, která byla zavedena s otevřením metra v roce 1919 (např. bílá návěst Volno). Tato pravidla platí pro klasické metro, lehké metro používá vlastní návěstní předpisy.
Návěstidla se dělí na následující typy:
- automatická – Staví cestu na základě situace, ve které se nachází vlak, a polohy následujícího návěstidla. Jsou označena dvojřádkovou cedulkou umístěnou pod návěstidlem – na prvním řádku je písmeno A a na druhém alfanumerický kód návěstidla.[91]
- příkazová – Staví cestu stejně jako automatická. Kromě toho mohou být navíc ovládána z centrálního dispečinku (Control de Tráfico Centralizado – CTC) či lokálně. Návěstidla tohoto typo se označují dvojřádkovou cedulkou umístěnou pod návěstidlem – na prvním řádku je písmeno M a na druhém alfanumerický kód návěstidla (často vycházející ze zkratky názvu stanice).[91]
- předvěsti – Informativní návěstidla, která opakují informaci z automatického či příkazového návěstidla. Sestávají ze dvou světel – horní je bílé svítící písmeno R a dolní může svítit pouze v případě[kdy?] (a to pouze v situaci, kdy je na následujícím návěstidle návěst Stůj).[91]
- neproměnné návěsti – Neproměnné návěsti, které vždy značí návěst Stůj. Tyto návěsti je možné projet pouze s povolením z dispečinku. Většinou se ale umísťují na koncích tratí.[91]
- návěsti označující směr výhybky – Sestávají ze dvou světel (mohou být bílá či zelená). Označují nastavení jazyků výhybky šipkou ukazující směr. Bývají doplněny dole o cedulku s nápisem S Ag a číslem výhybky.[91]

Na návěstidlech se mohou objevit následující signály:
- červené světlo – Návěst Stůj pro všechny vlaky.[92]
- červené písmeno M – Návěst Stůj pro vlaky, které nepoužívají systém automatického řízení vlaku (ATO či M+ATP). Povoluje průjezd vlakům, které tímto systémem vybaveny jsou. Umisťuje se pouze na odjezdovém návěstidle ze stanice.[92]
- červené písmeno M a blikající zelené světlo – Má stejný význam jako předchozí návěst. Umisťuje se na návěstidla před křížením.[92]
- žluté světlo – Označuje, že na příštím návěstidle bude návěst Stůj, povoluje průjezd s opatrností. Používá se většinou k povolení přejezdu mezi linkami.[92]
- zelené světlo – Návěst Volno, povoluje průjezd, zároveň upozorňuje na blízkost výhybky, ostrého oblouku či další stanice.[92]
- bílé světlo – Návěst Volno, povoluje průjezd.[92]
- fialové světlo – Umožňuje opatrný průjezd, s řízením na dohled, umisťuje se v místech, kde se mohou objevit překážky na trati (nárazníky, odstavené vlaky…).[92]

Návěstidla se mohou rozlišovat podle jejich umístění – ve stanici, v mezistaničním úseku či na vedlejších tratích. Návěstidla se také mohou lišit vzájemným umístěním světel – existují uspořádání vertikální, trojúhelníková a „obrácené L“ – vertikální se zdvojeným horním světlem.

## Vozový park
V madridském metru jsou provozovány následující soupravy (M označuje motorové vozy, R vlečné vozy; pokud není mezi písmeny spojovník, jedná se o soupravu):
- Řada 2000A – linky 1 a 5. Uspořádání MR-MR-MR. Výrobce CAF.
- Řada 2000B – linka 5. Uspořádání MR-MR-MR. Výrobce CAF.
- Řada 3000 – linky 2, 3, 4 a Ramal. Uspořádání MRSM; na lince 3 MRSSRM. Výrobce CAF.
- Řada 5000 – linka 9 mezi stanicemi Paco de Lucía a Puerta de Arganda (postupně nahrazovány řadou 9400). Na lince 6 jsou provozovány jako výpomoc během dopravní špičky. Uspořádání MM-MM-MM. Výrobce CAF.
- Řada 6000 – linka 9 mezi stanicemi Puerta de Arganda a Arganda del Rey. Uspořádání MM či MRM. Výrobce CAF.
- Řada 7000 – linka 10 mezi stanicemi Tres Olivos a Puerta del Sur. Uspořádání MRSSRM. Výrobce Ansaldo Breda.
- Řada 8000 – linky 8, 11 a 12. Uspořádání MRM na linkách 11 a 12, na lince 8 MRSM. Výrobce CAF.
- Řada 8400 – linka 6. Uspořádání MRSSRM. Výrobce CAF.
- Řada 9000 – linky 7, 9 a 10. Uspořádání MRSSRM na lince 7 mezi stanicemi Pitis a Estadio Metropolitano, na lince 9 mezi stanicemi Paco de Lucía a Puerta de Arganda a na lince 10 mezi stanicemi Tres Olivos a Puerta del Sur. Uspořádání MRM na zbytku linky 7 (Estadio Metropolitano – Hospital del Henares) a linky 10 (Hospital Infanta Sofía – Tres Olivos). Výrobce Ansaldo Breda.

Celkově je v síti provozováno 2 332 vozů.

Přehled souprav madridského metra
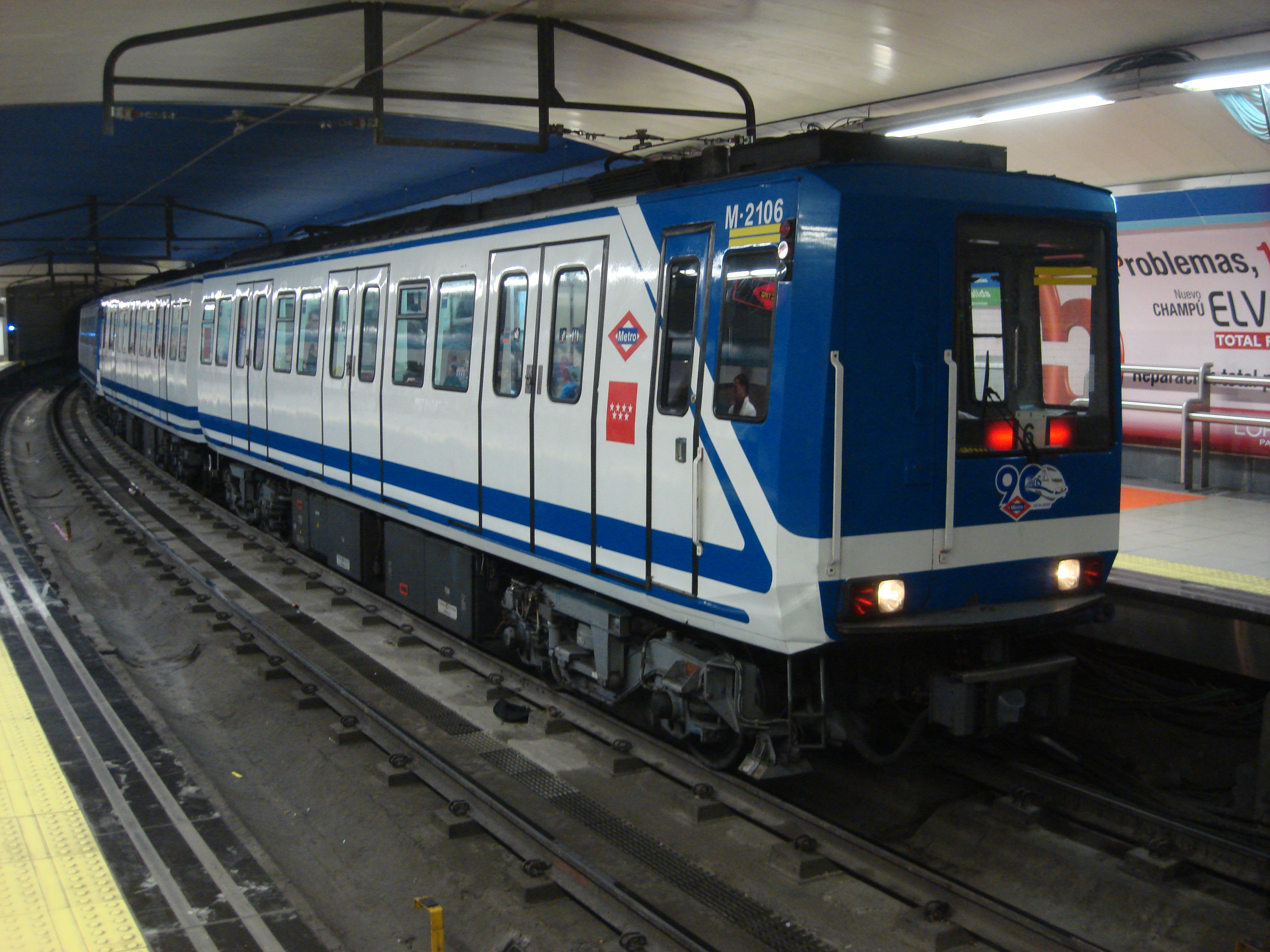
Vlak řady 2000A ve stanici Sol
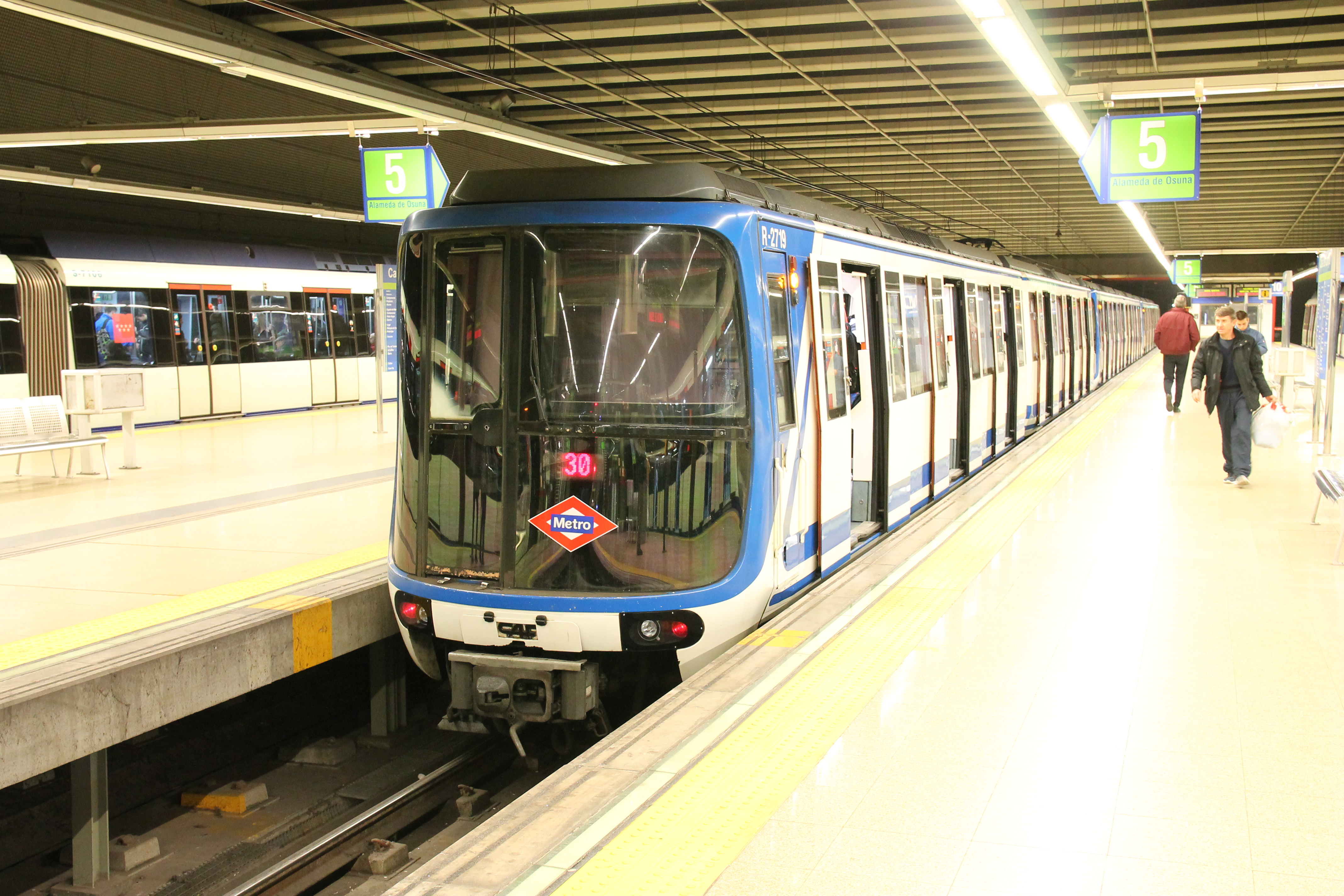
Vlak řady 2000B ve stanici Casa de Campo
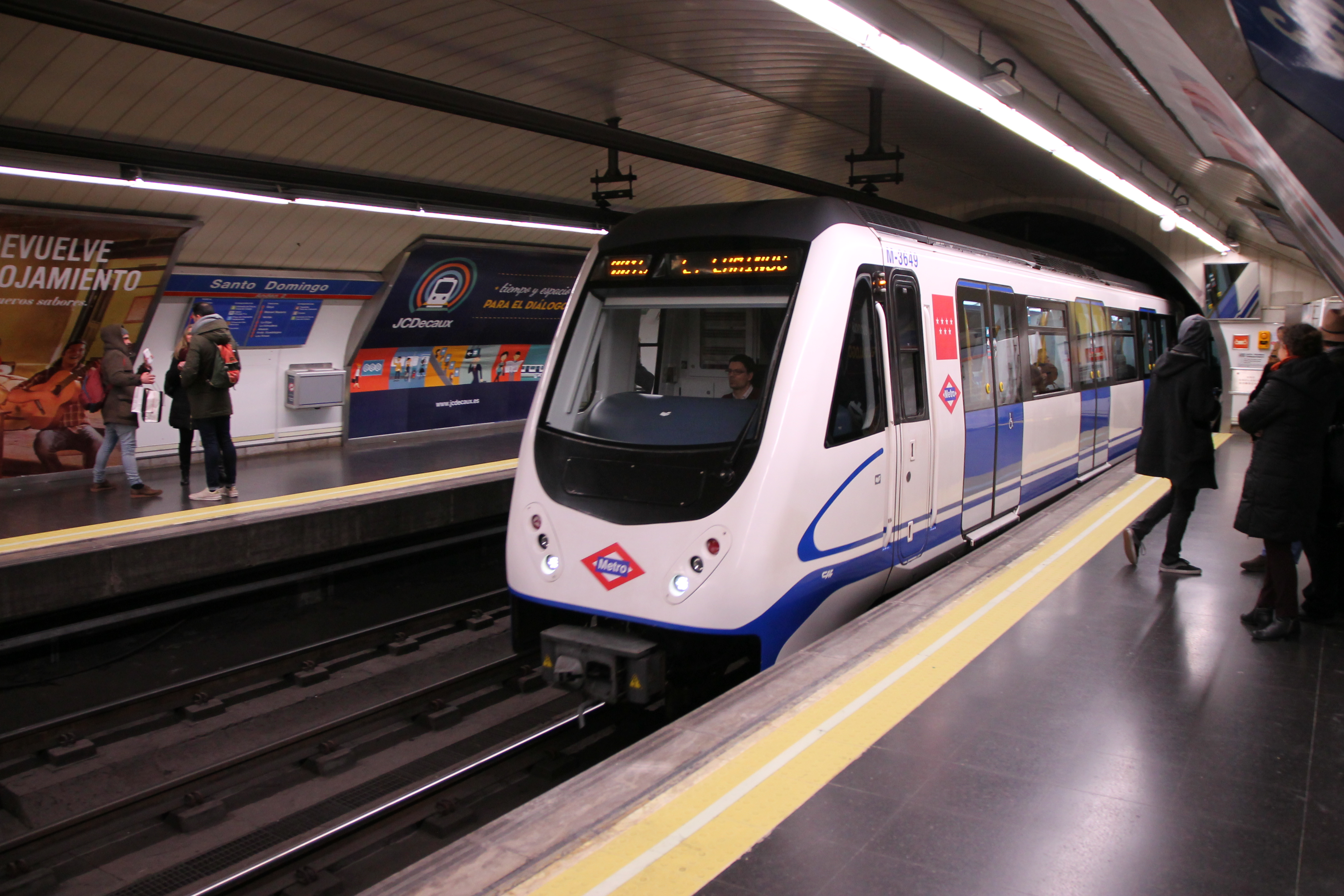
Vlak řady 3000 ve stanici Santo Domingo
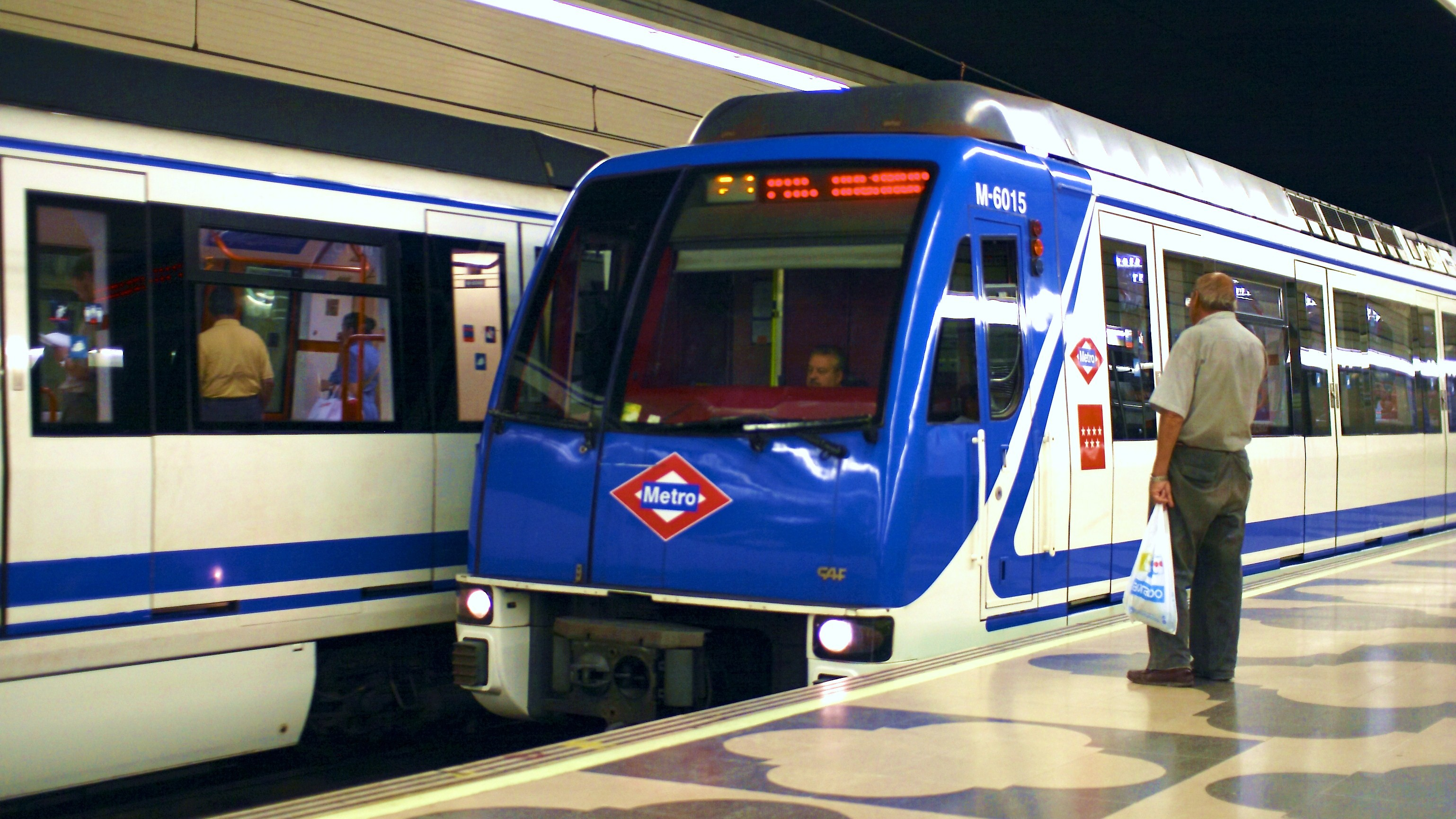
Vlak řady 6000
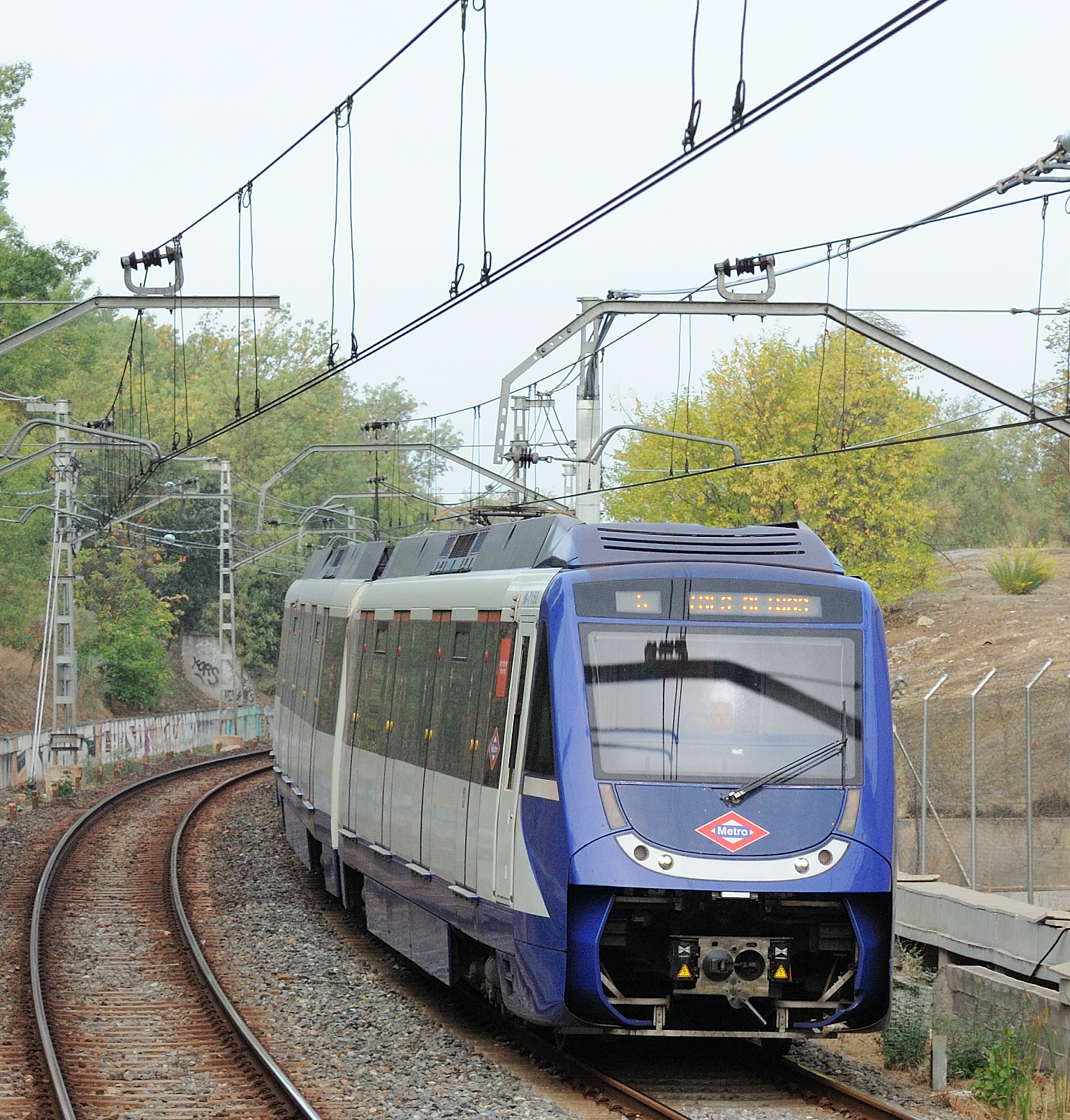
Vlak řady 7000 ve stanici Lago
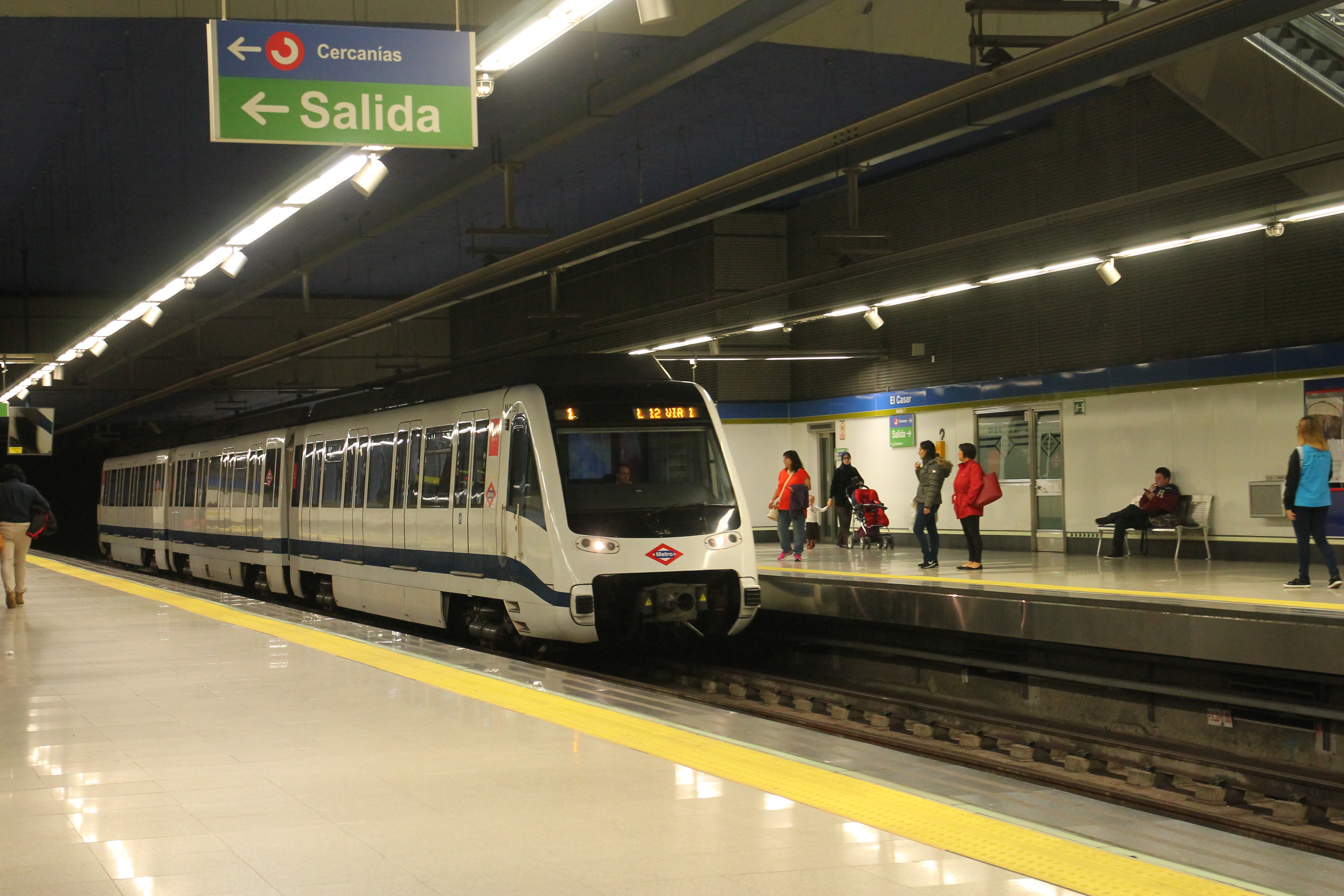
Vlak řady 8000 ve stanici El Casar
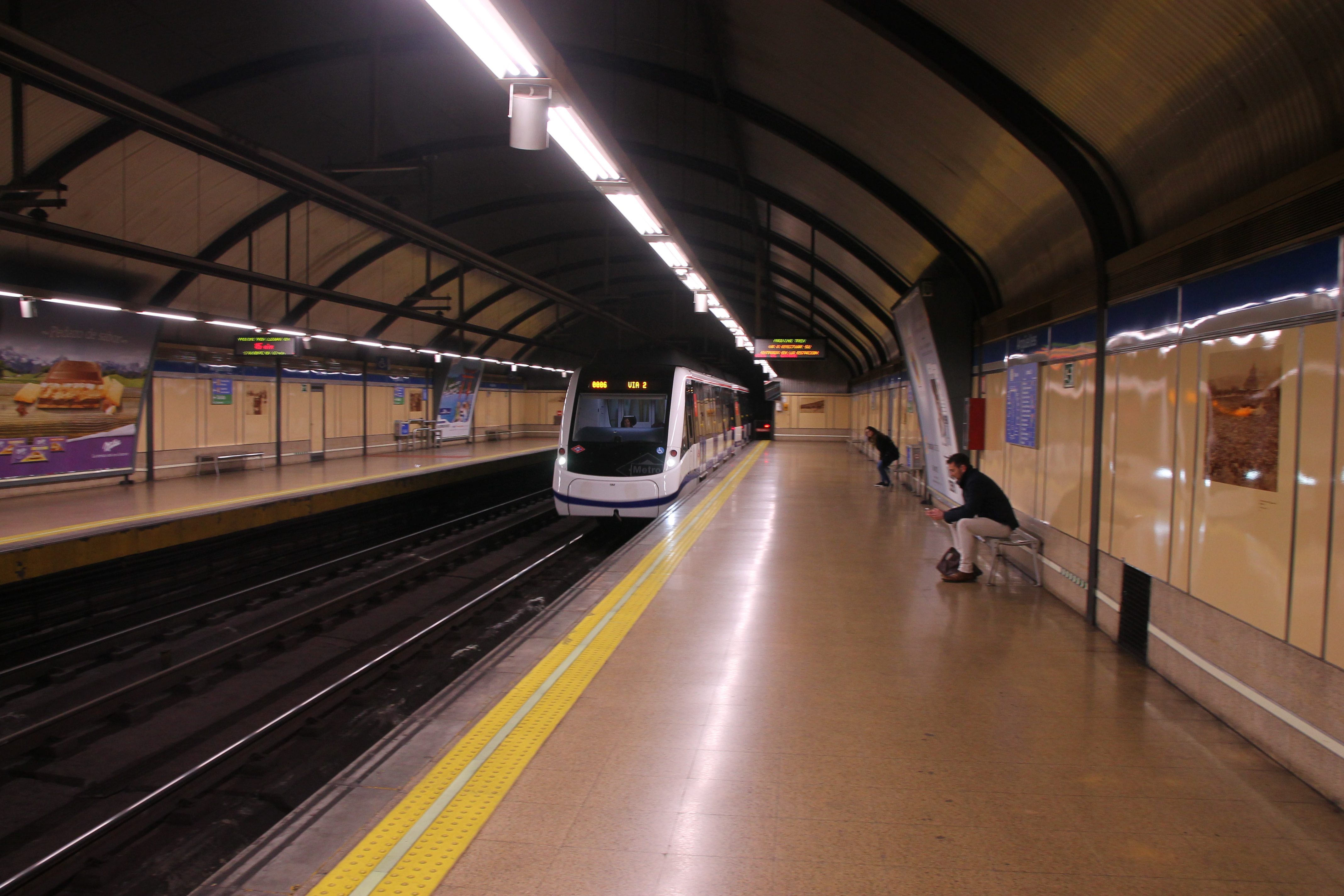
Vlak řady 8400 ve stanici Argüelles
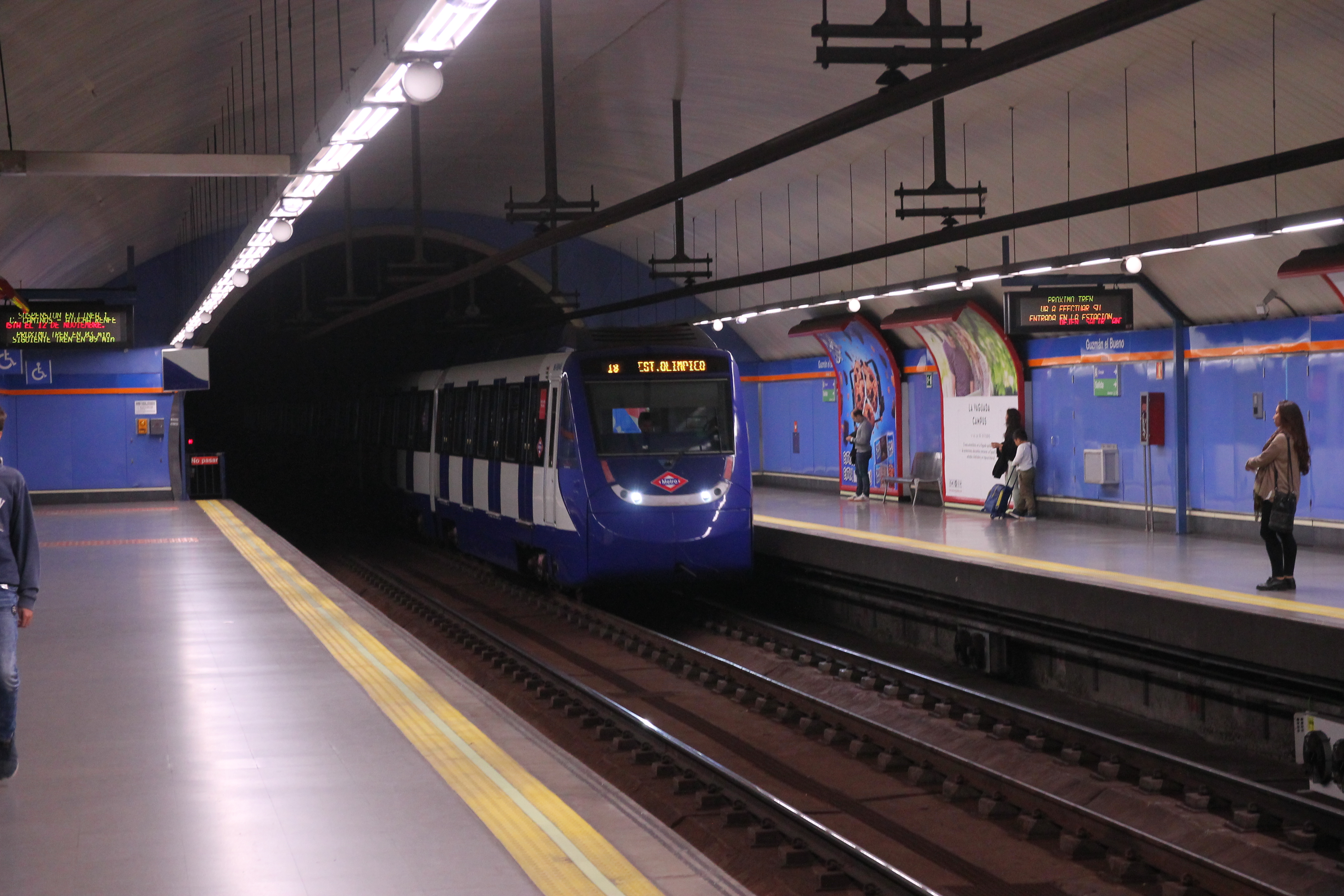
Vlak řady 9000 ve stanici Guzmán el Bueno
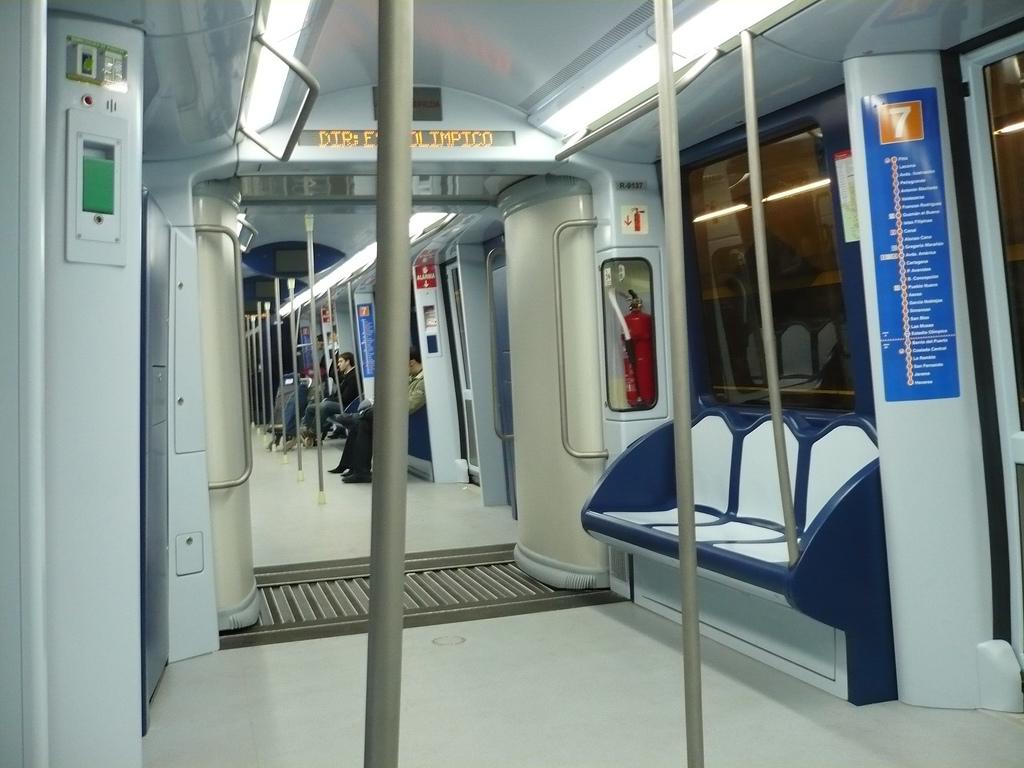
Interiér vlaku řady 9000

## Budoucí plány

Plán rozvoje do roku 2023

Nejblíže realizaci je rozšíření linky 11 ze stanice Plaza Elíptica do stanice Conde de Casal. Zahájení prací je plánováno na rok 2020. Mezi další plány na rozšíření ve výhledu do roku 2023 patří prodloužení linky 3 na jihu do stanice El Casar (přestup na linku 12), prodloužení linky 5 na severu do stanice Aeropuerto T1-T2-T3 (linka 8) a rozvětvení linky 8 směrem do Valdebebas.
Existují plány na rozšíření sítě metra – rozšíření linky 2 dále na východ do stanice El Cañaveral a propojení s linkou 7, prodloužení linky 3 přes Cuatro Caminos, prodloužení linky 8 podél Castellany směrem k Atoche, přeměna linky 11 na východní polookruh, který by vedl přes Chamartín do stanice Avenida de la Ilustración, výstavba linky 14, která by převzala severní příměstskou část linky 10. Plánuje se také výstavba dalších tramvajových úseků, případně i úplně nové tratě. Velká část projektů však byla odložena z důvodu nedostatku finančních prostředků.

## Osobnosti spjaté s madridským metrem
- Alfons XIII. – španělský král a mecenáš madridského metra
- Carlos Mendoza, Miguel Otamendi, Antonio Gonzáles Echarta – otcové konceptu metra
- Antonio Palacios – architekt návrhu prvních stanic
- Manuel Melis Maynar, Manuel Arnaiz Ronda – vedoucí pracovníci v období rozvoje 1995–2007

## Fotogalerie

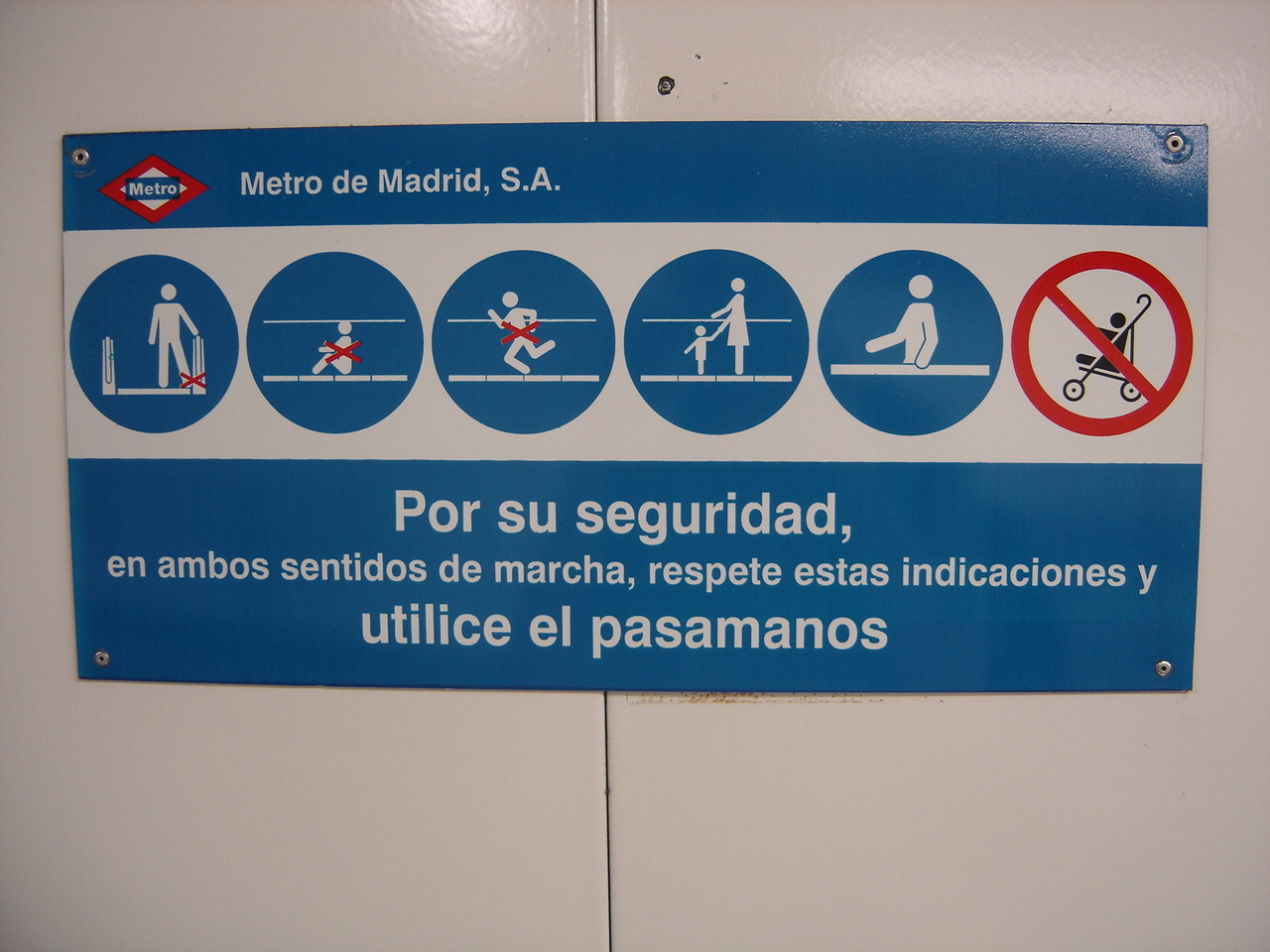
Tabulka „Pro Vaši bezpečnost“
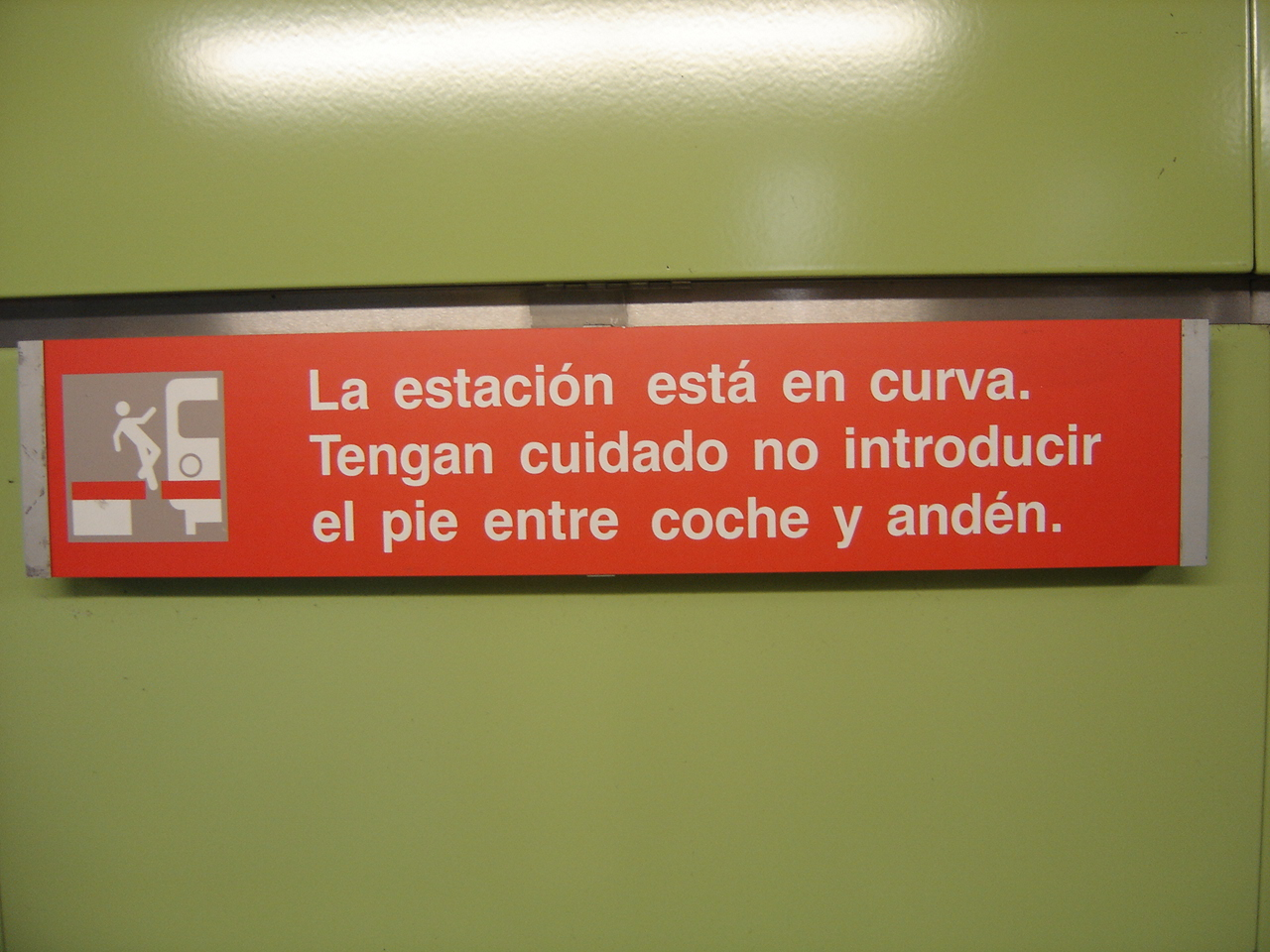
Výstraha: „Stanice se nachází v oblouku. Dávejte pozor, abyste nestrčili nohu mezi vůz a nástupiště.“
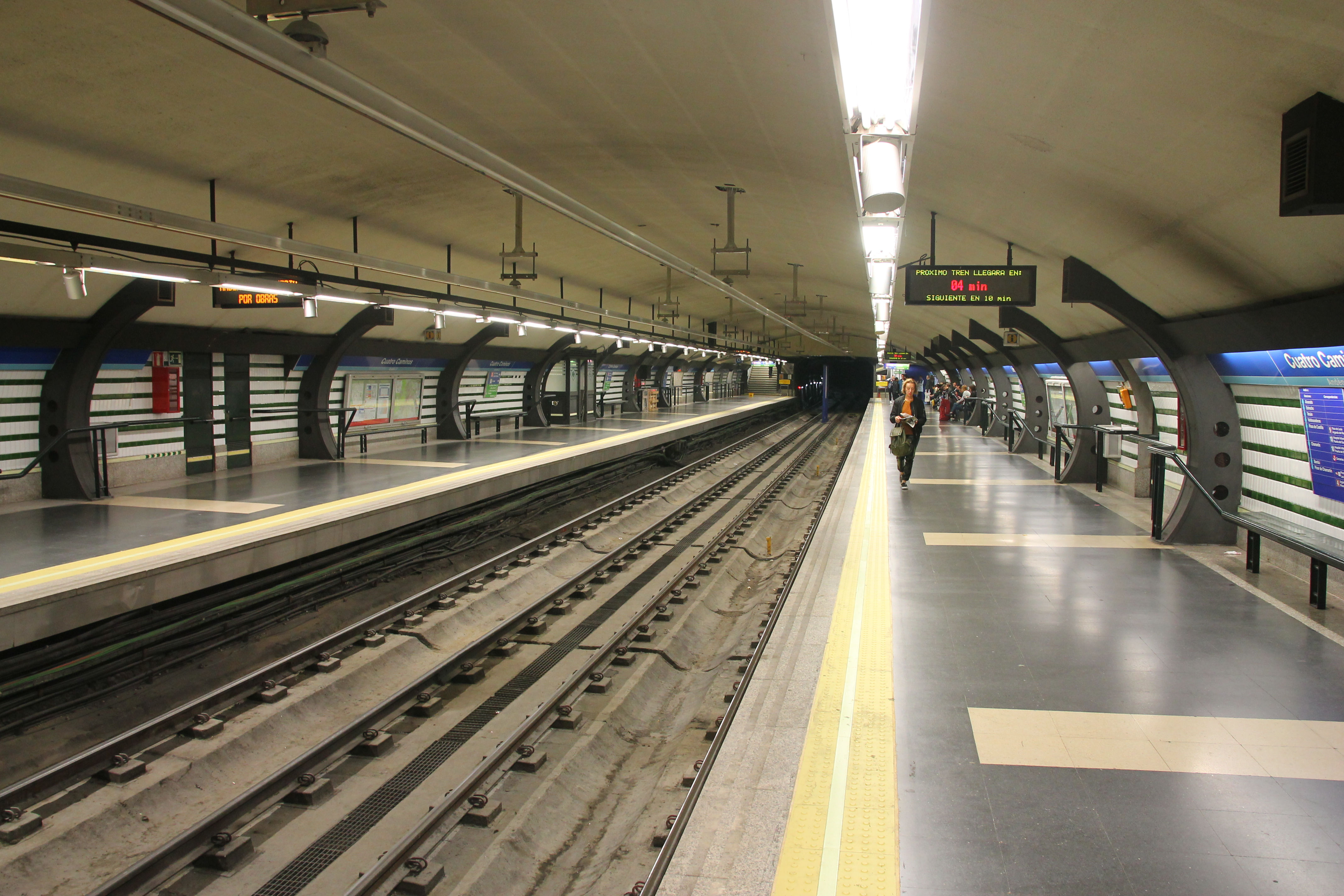
Nástupiště linky 1 ve stanici Cuatro Caminos
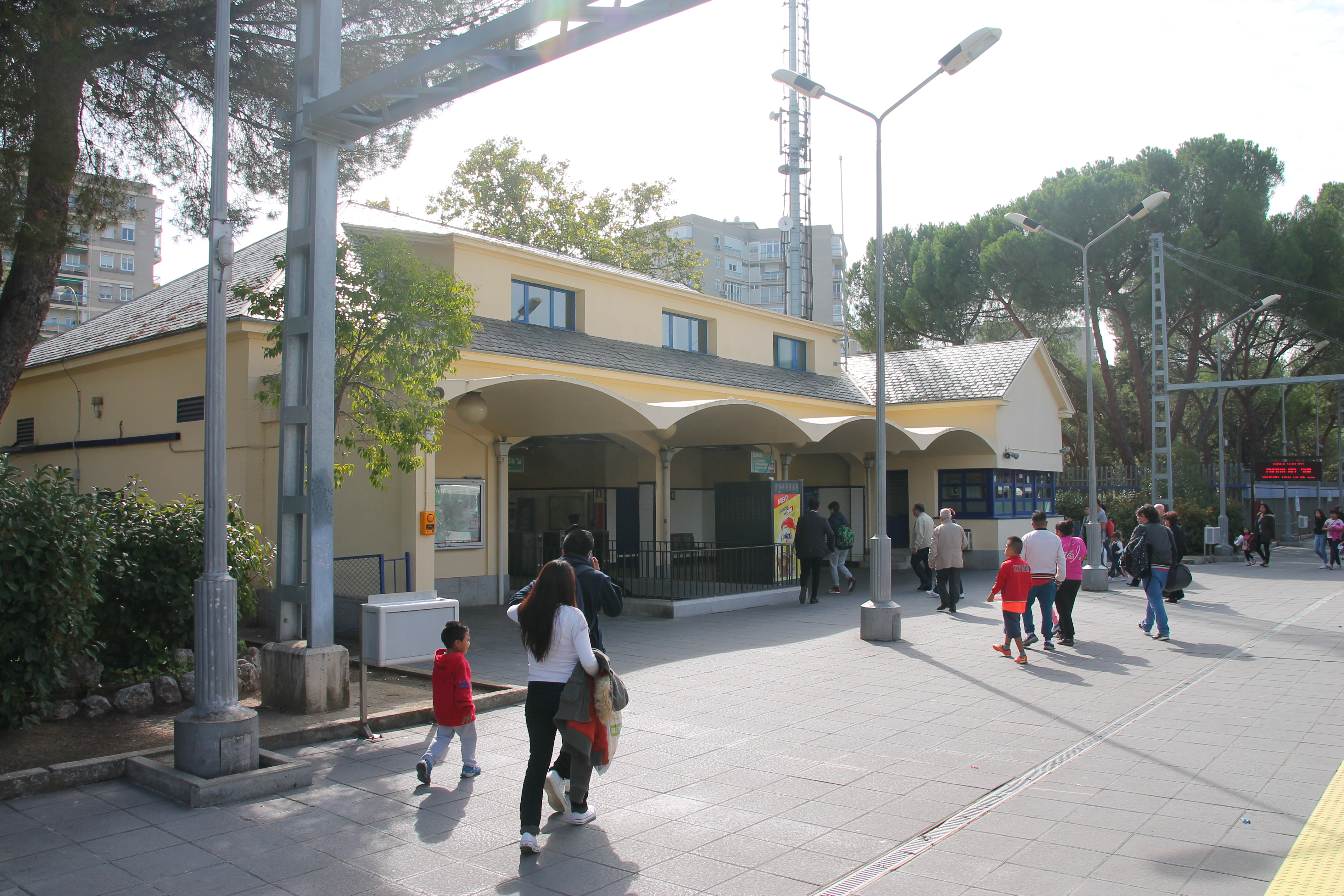
Povrchová stanice Batán na lince 10
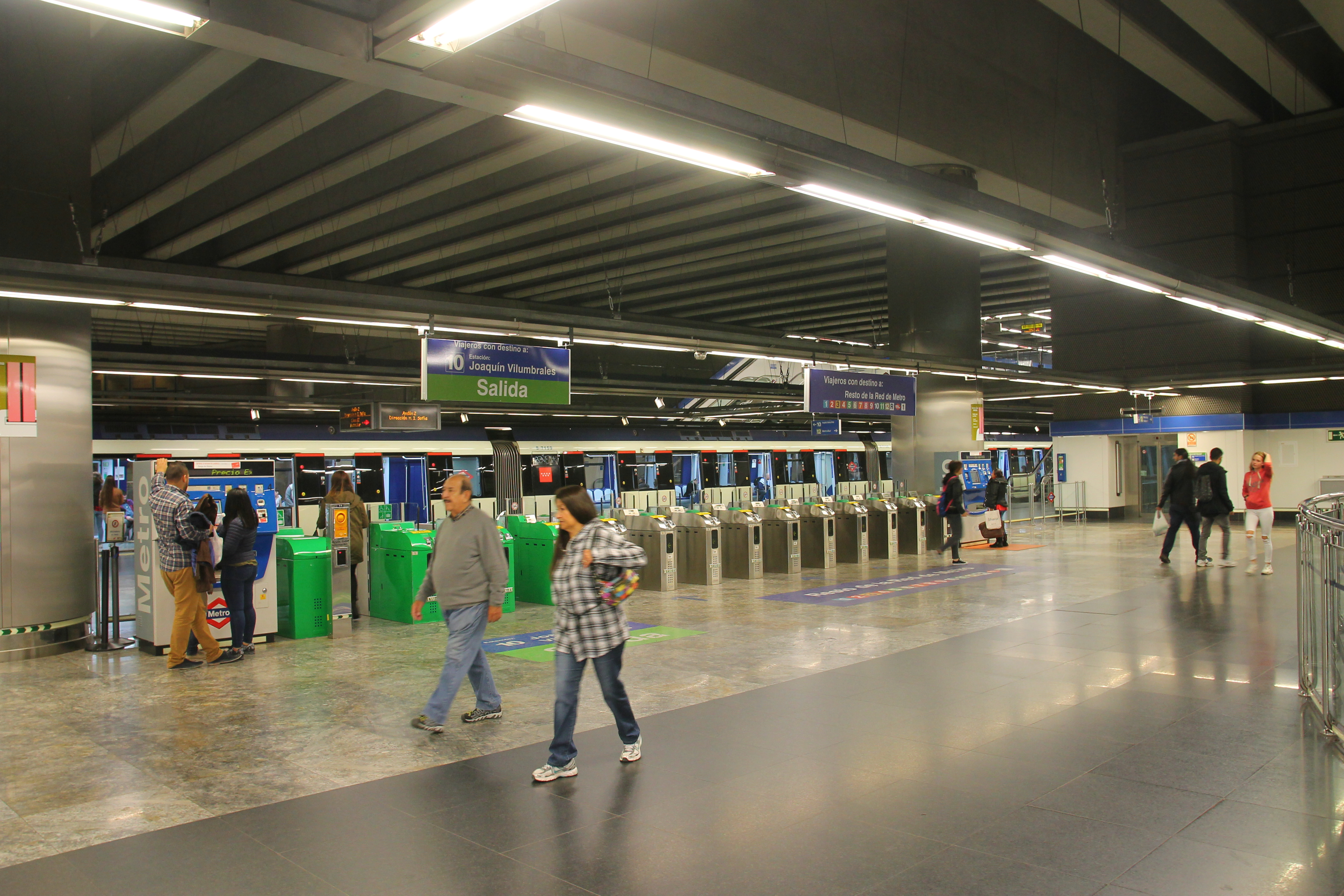
Turnikety ve stanici Puerta del Sur
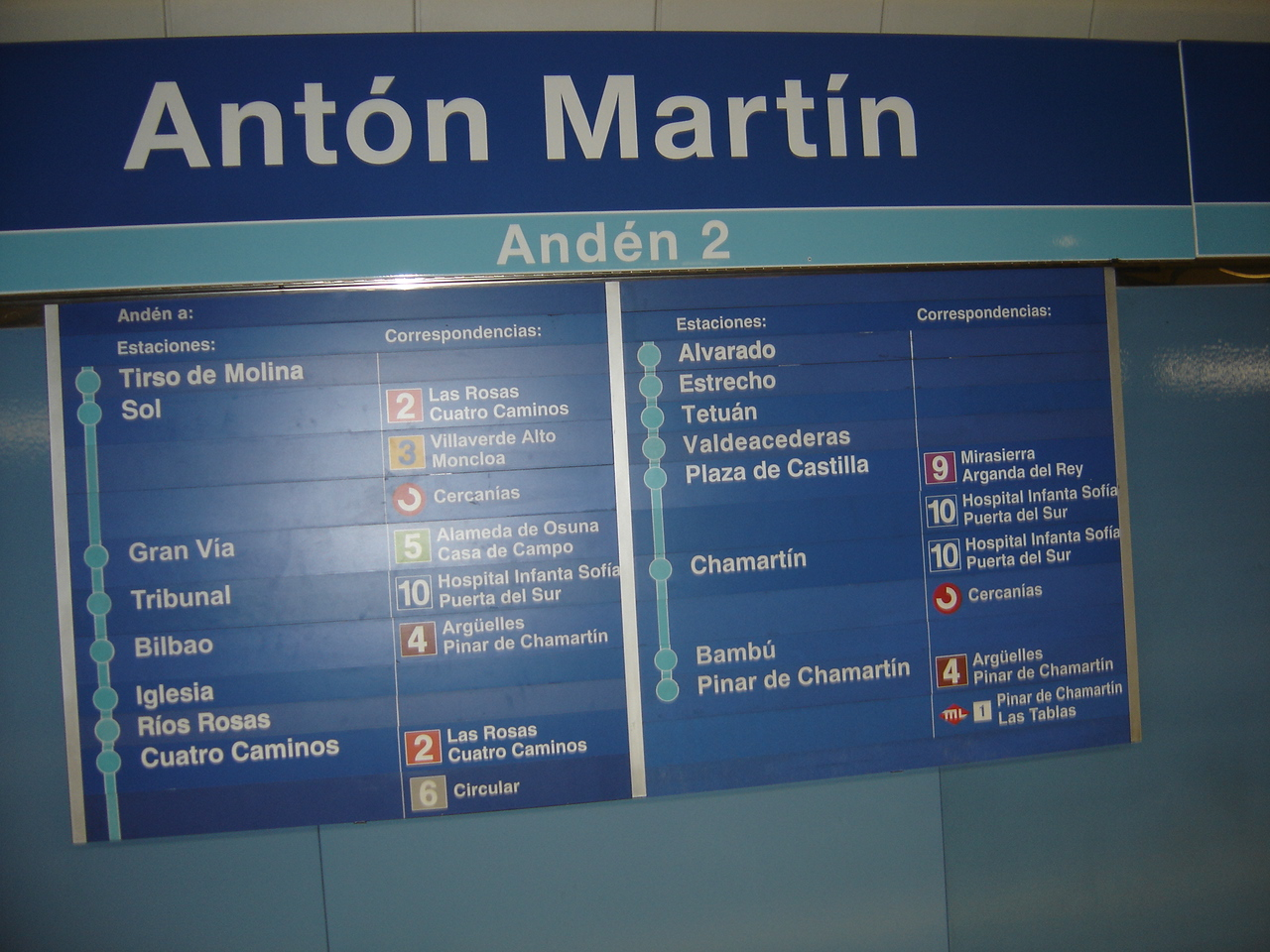
Seznam stanic linky 1 na nástupišti Antón Martín
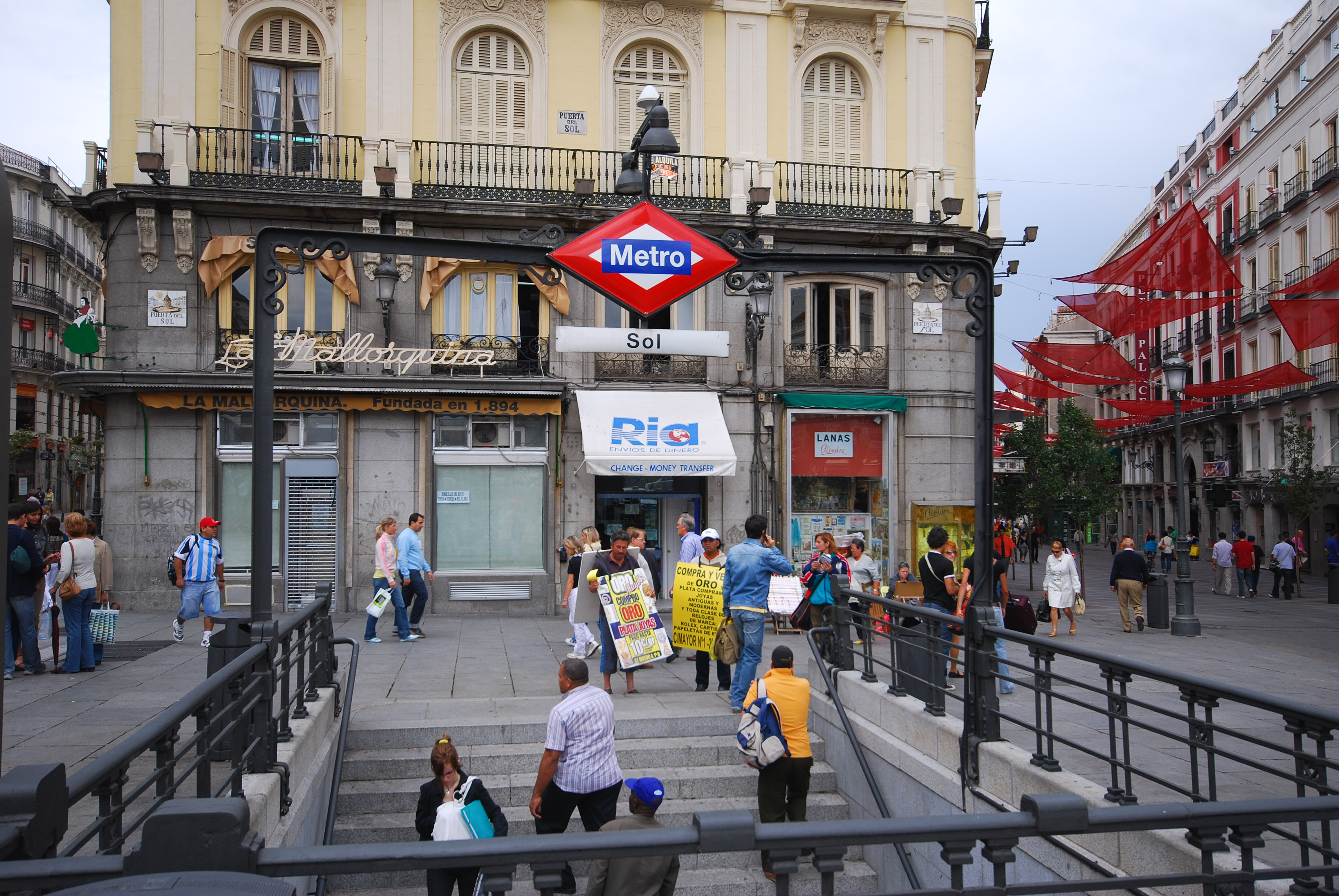
Vstup do stanice Sol
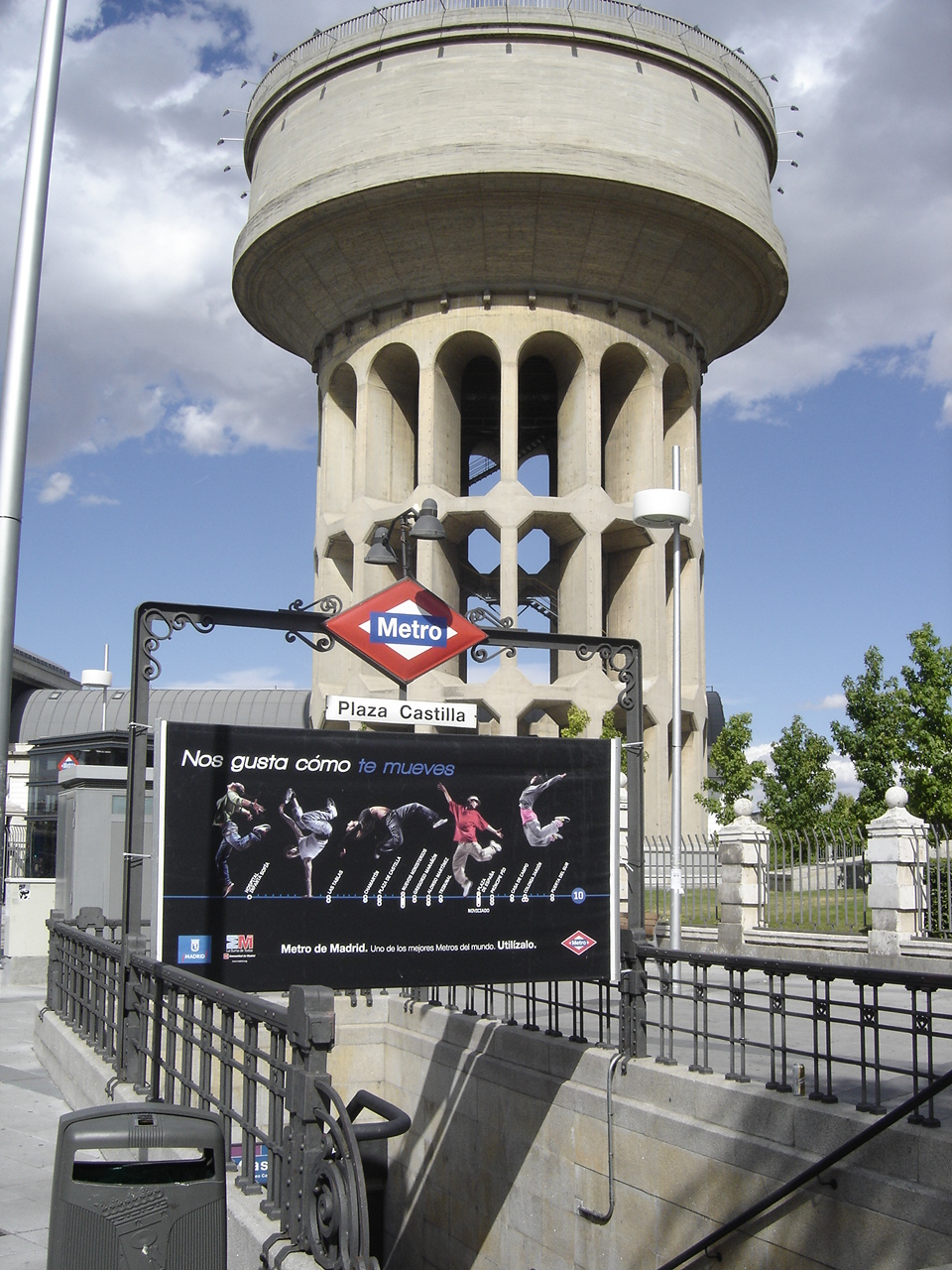
Vstup do stanice Plaza de Castilla
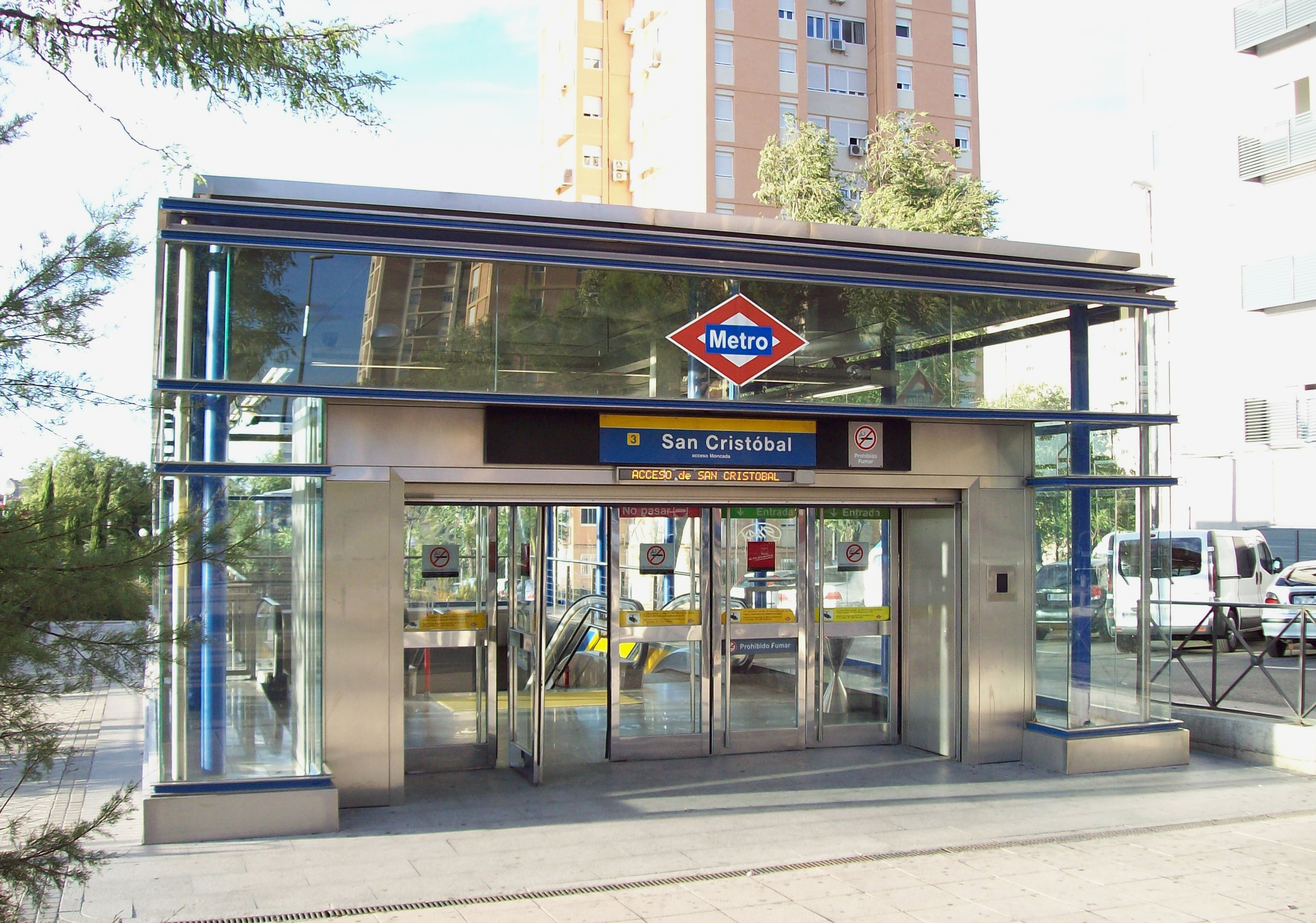
Vstup do stanice San Cristóbal
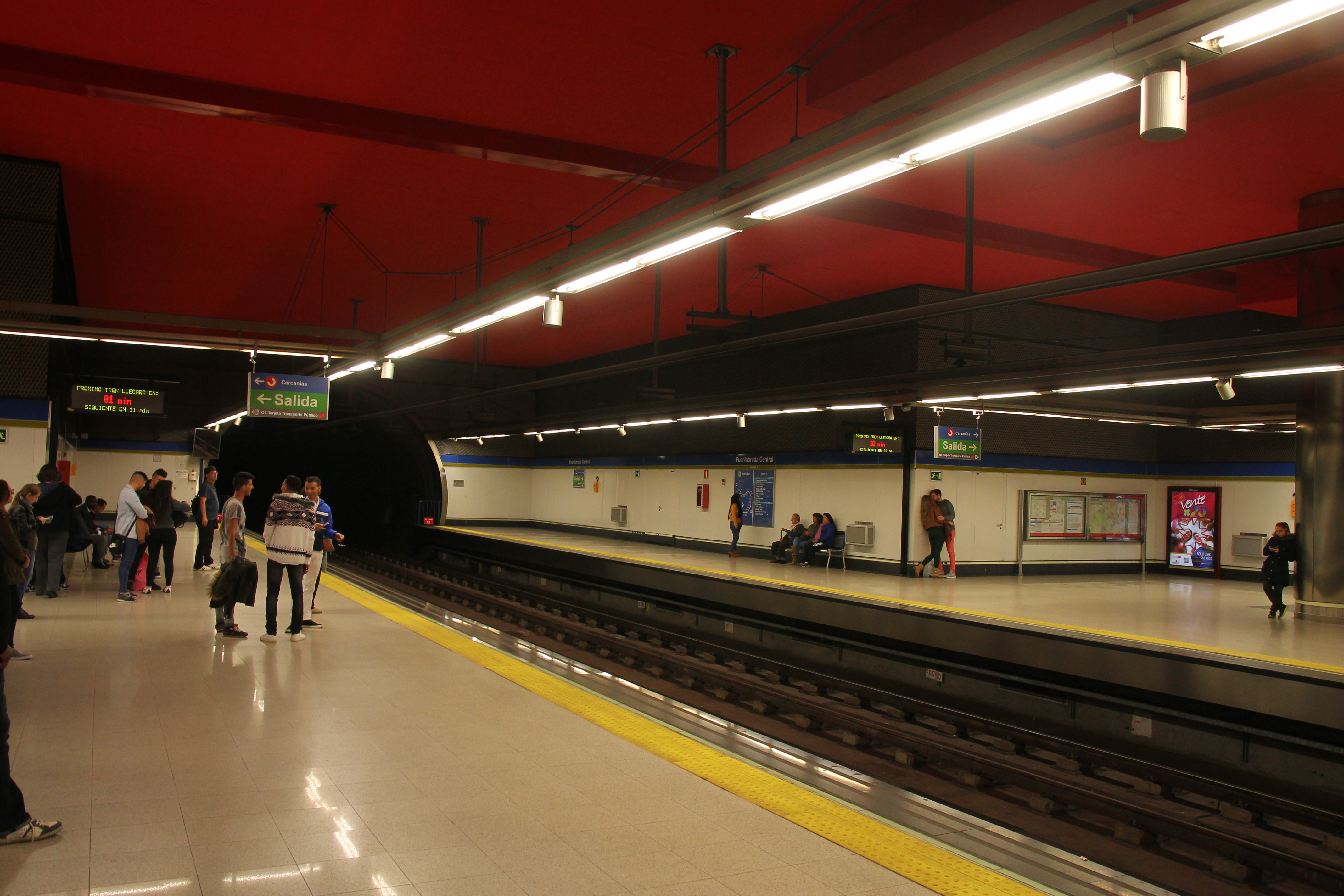
Stanice Fuenlabrada Central